# تاریخ یهودیان در هلند
تاریخ حضور یهودیان در هلند عمدتاً به اواخر قرن شانزدهم و قرن هفدهم میلادی بازمی‌گردد؛ زمانی که یهودیان سِفاردی از پرتغال و اسپانیا به آمستردام و چند شهر دیگر هلند مهاجرت کردند. دلیل این مهاجرت، موقعیت ویژه هلند به‌عنوان یکی از معدود کشورهای برخوردار از تحمل مذهبی در آن دوران بود.
از آنجا که یهودیان پرتغالی برای دهه‌ها تحت نظارت مذهبی خاخام‌ها زندگی نکرده بودند، نسل نخست آن‌ها که می‌خواستند دوباره به دین نیاکان خود بازگردند، نیاز به آموزش رسمی در باورها و مناسک یهودی داشتند. این شرایط با وضعیت یهودیان اشکنازی (از اروپای مرکزی) تفاوت داشت، چون آن‌ها با وجود آزار و تبعیض، در جوامع سازمان‌یافته مذهبی زندگی می‌کردند.
در قرن هفدهم، آمستردام به‌دلیل اهمیتش در زندگی یهودی، به «اورشلیم هلند» شهرت یافت. در میانه همان سده، یهودیان اشکنازی از اروپای مرکزی و شرقی نیز به هلند مهاجرت کردند.
هر دو گروه به‌دنبال آزادی مذهبی و برای فرار از آزار و اذیت به هلند آمدند، جایی که می‌توانستند به‌طور علنی و آزاد، در جوامع مستقل یهودی و تحت نظارت خاخام‌ها زندگی کنند. همچنین، فرصت‌های اقتصادی در هلند که در آن زمان یکی از مراکز اصلی بازرگانی جهانی بود، عامل مهم دیگری در جذب آن‌ها به‌شمار می‌رفت.
هلند زمانی بخشی از امپراتوری اسپانیا و ارثیه بورگوندی کارل پنجم بود. در سال ۱۵۸۱، جمهوری هلند استقلال خود را از اسپانیای کاتولیک اعلام کرد و جنگ هشتادساله آغاز شد. یکی از انگیزه‌های اصلی استقلال، امکان عمل به دین پروتستان بود، که در اسپانیا تحت فشار تفتیش عقاید اسپانیایی قرار داشت. تحمل مذهبی یا آزادی وجدان، یکی از اصول بنیادین دولت تازه‌استقلال‌یافته بود. یهودیان پرتغالی، با عنوان «عبرانیان ملت پرتغال»، به‌طور قومی خود را پرتغالی می‌دانستند و در دوره مدرن اولیه نسبت به یهودیان اشکنازی موضعی دوگانه داشتند. از اواخر قرن هفدهم، هم‌زمان با کاهش رونق تجارت هلند بر اثر جنگ‌های انگلستان و هلند، جمعیت و موقعیت اجتماعی-اقتصادی یهودیان پرتغالی رو به افول گذاشت. در همین زمان، جمعیت اشکنازی‌ها به‌سرعت افزایش یافت و از آن زمان تاکنون از نظر عددی غالب بوده‌اند.
با پایان جمهوری هلند، در دوره جمهوری باتاو (متأثر از فرانسه)، در سال ۱۷۹۶، رهایی یهودیان انجام شد و آن‌ها شهروند کامل شدند. در دوره سلطنتی که با حمایت ناپلئون بناپارت تشکیل شد، شاه ناپلئون سوم تمام اختیارات تنبیهی رهبران جامعه یهودی، موسوم به پارناسان، را لغو کرد و آن‌ها را به مقام‌هایی دولتی تبدیل نمود.
در دوران اشغال نازی‌ها در جنگ جهانی دوم، هولوکاست در هلند بسیار شدید بود؛ حدود ۷۵٪ از جمعیت یهودی کشور به اردوگاه‌های کار اجباری آلمان نازی و اردوگاه‌های مرگ فرستاده شدند. شناخته‌شده‌ترین قربانی این دوره آنه فرانک است که خانواده یهودی آلمانی‌اش به آمستردام گریخته بودند. موزه پیشینه یهودیان در آمستردام، که در ساختمانی که پیش‌تر کنیسه بود قرار دارد، مجموعه‌ای بزرگ از تاریخ یهودیان در هلند را در خود جای داده است. از اواخر قرن بیستم، مکان‌های عمومی رسمی برای یادبود هولوکاست در هلند تأسیس شده‌اند؛ از جمله موزه ملی هولوکاست هلند که در سال ۲۰۲۴ توسط پادشاه هلند گشایش یافت.

## پیش از جمهوری هلند
احتمالاً نخستین یهودیان در دوران تصرف رومی‌ها، در آغاز عصر میلادی وارد منطقه «سرزمین‌های پست» (بلژیک و هلند کنونی) شدند. اطلاعات اندکی دربارهٔ این ساکنان اولیه در دست است و به‌نظر می‌رسد که تعدادشان کم بوده است. برای مدتی، حضور یهودیان تنها به چند خانواده پراکنده و جوامع کوچک محدود می‌شد. اسناد معتبر تاریخی از قرن دوازدهم میلادی در دست است که نشان می‌دهد یهودیان در این منطقه مورد آزار قرار می‌گرفتند و به‌طور مکرر اخراج می‌شدند. منابع قرن یازدهم و دوازدهم به مناظره‌های رسمی میان مسیحیان و یهودیان اشاره دارند که در آن‌ها تلاش می‌شد یهودیان به پذیرش مسیحیت ترغیب شوند. شواهدی از حضور آنان در مناطق دیگر این سرزمین در زمان‌های پیش‌تر نیز وجود دارد، به‌ویژه پس از اخراج آن‌ها از فرانسه در سال ۱۳۲۱ و آزار و اذیت در کنتی هنو و استان‌های کرانه راین. نخستین یهودیان در استان خلدرلاند در سال ۱۳۲۵ گزارش شده‌اند. سکونت یهودیان در نیمیخن (قدیمی‌ترین سکونتگاه)، دوس‌بورخ، زوتفن و آرنهم از سال ۱۴۰۴ به ثبت رسیده است. از قرن سیزدهم، منابعی وجود دارد که نشان می‌دهد یهودیان در مناطقی مانند برابانت و لیمبورخ، به‌ویژه در شهرهایی چون بروکسل، لوون، تینه‌ن و خیابان یهودیان ماستریخت (با املا: Jodenstraat (Maastricht)) از سال ۱۲۹۵ میلادی زندگی می‌کرده‌اند.
منابعی از قرن چهاردهم نیز به حضور یهودیان در شهرهای آنتورپ، مشلن و شمال خلدر اشاره دارند.
میان سال‌های ۱۳۴۷ تا ۱۳۵۱، مرگ سیاه سراسر اروپا را درنوردید. این فاجعه به موج جدیدی از یهودستیزی در قرون وسطی دامن زد. یهودیان متهم شدند که عامل این بیماری هستند و چاه‌ها و منابع آب را برای مسیحیان مسموم کرده‌اند. تواریخ قرون وسطی، مانند نوشته‌های رادالفوس د ریو (درگذشته حدود ۱۴۰۳) از تونگرن، به قتل یهودیان در برابانت و زوله به‌دلیل اتهام انتشار طاعون اشاره دارند. این اتهامات در کنار تهمت‌های سنتی مانند تهمت خون قرار گرفتند — اتهاماتی چون سوراخ‌کردن نان مقدس (هاستل) و کشتن کودکان مسیحی برای استفاده از خون آنان در پسح یهودی. این اتهامات منجر به پوگروم‌هایی شد که طی آن، جوامع یهودی به‌طور کامل یا جزئی قتل‌عام یا تبعید شدند. در مه ۱۳۷۰، شش یهودی در بروکسل به اتهام سرقت و بی‌احترامی به نان مقدس زنده‌زنده سوزانده شدند. همچنین مدارکی دربارهٔ توهین و آزار یهودیان در شهرهایی مانند زوتفن، دونتر و اوترخت وجود دارد، به‌دلیل اتهام بی‌حرمتی به نان مقدس. در پی این حملات، بسیاری از یهودیان کشته شدند و بازماندگان از منطقه اخراج شدند.
در سال ۱۳۴۹، دوک خلدرلاند با مجوز لودویگ چهارم، امپراتور مقدس روم از امپراتوری مقدس روم اجازه یافت تا یهودیان را در قلمرو خود بپذیرد. یهودیان در آنجا خدمات ارائه می‌دادند، مالیات می‌پرداختند و تحت حمایت قانون بودند. در شهر آرنهم، که نام یک پزشک یهودی در منابع آمده، مقامات شهری از او در برابر حملات مردم دفاع کردند. زمان دقیق سکونت یهودیان در قلمرو اسقفی اوترخت مشخص نیست، اما اسناد ربانی دربارهٔ قوانین کوشر گمان می‌کنند که جامعه یهودی این منطقه به دوران روم باستان بازمی‌گردد. در سال ۱۴۴۴، یهودیان از شهر اوترخت اخراج شدند و تا سال ۱۷۸۹ اجازه نداشتند شب‌هنگام در شهر بمانند. آنان در روستای مارسسن – در دو ساعتی شهر – تحمل می‌شدند، گرچه شرایط خوبی نداشتند. با این حال، جامعه یهودی مارسسن یکی از مهم‌ترین اجتماعات یهودی در هلند شد. آلبرت، دوک باواریا، نیز ورود یهودیان به زیلاند را مجاز دانست.
در سال ۱۴۷۷، با ازدواج ماری بورگوندی با آرشیدوک ماکسیمیلیان یکم، امپراتور مقدس روم (فرزند فریدریش سوم، امپراتور مقدس روم)، هلند به امپراتوری اتریش پیوست و بعدها تحت سلطه اسپانیا قرار گرفت. در قرن شانزدهم، به‌دلیل آزارهای دینی کارل پنجم و فلیپه دوم، هلند وارد مبارزاتی سخت و قهرمانانه علیه سلطه سیاسی و دینی کاتولیک شد. در سال ۱۵۲۲، کارل پنجم فرمانی در خلدرلاند و اوترخت صادر کرد که علیه مسیحیان مشکوک به سستی در دین کاتولیک و همچنین یهودیانی که غسل تعمید نیافته بودند، بود. او این فرمان‌ها را در سال‌های ۱۵۴۵ و ۱۵۴۹ نیز تکرار کرد تا با گسترش اصلاحات پروتستانی مقابله کند. در سال ۱۵۷۱، دوک آلبا به مقامات آرنهم اطلاع داد که باید تمام یهودیان ساکن آنجا را دستگیر و تا تعیین تکلیف در بازداشت نگه دارند.
به درخواست هلندی‌ها، ماتیاس، امپراتور مقدس روم صلح مذهبی را در بیشتر استان‌ها برقرار کرد.

## در دوران جمهوری هلند

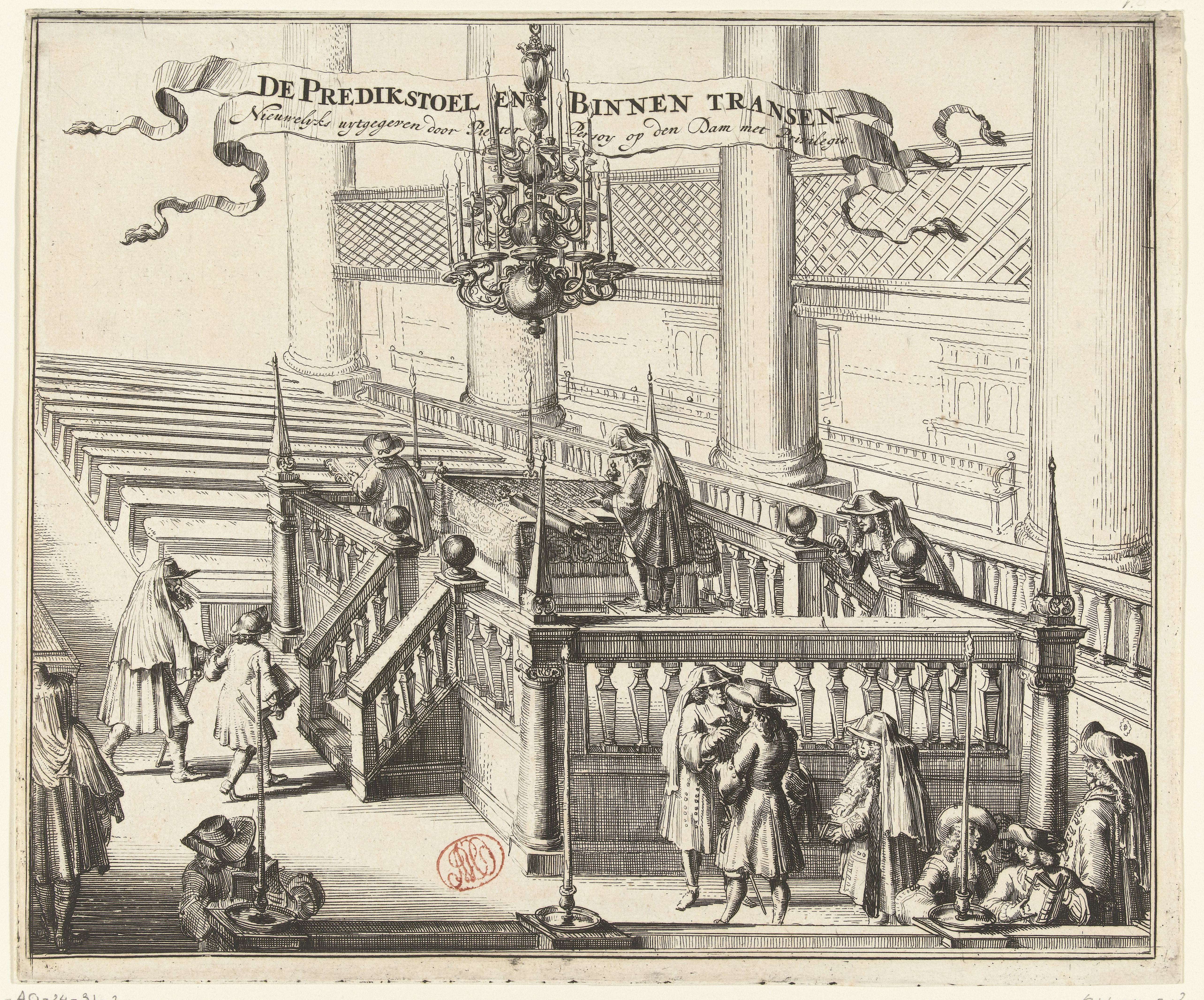
بیما در کنیسه پرتغالی آمستردام، ۱۶۹۵ اثر رومین ده هوخه

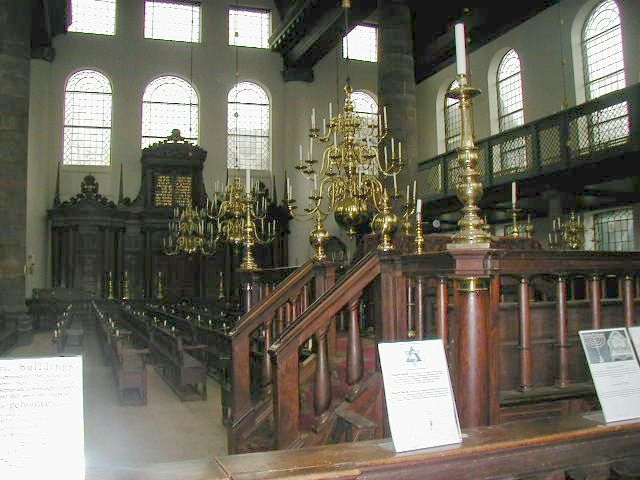
نمای داخلی کنیسه پرتغالی آمستردام، مخصوص جامعه سفاردی‌ها؛ این کنیسه در ۲ اوت ۱۶۷۵ گشایش یافت و همچنان مورد استفاده است.

دوران طلایی هلند در قرن هفدهم، همچنین دوران شکوفایی یهودیان پرتغالی در این کشور بود. از مهاجرت اولیه یهودیان پرتغالی و شکل‌گیری جامعه سفاردی در آمستردام، تا رونق بازرگانی و شبکه‌های تجاری که این شهر را به دنیای آتلانتیک پیوند می‌داد، و نهایتاً سقوط این جامعه پس از جنگ‌های انگلستان و هلند در اواخر قرن هفدهم، آمستردام به «اورشلیم هلندی» معروف شد.

### مهاجرت به هلند
دو رویداد موجب مهاجرت یهودیان به هلند شد: نخست، اتحادیه اوترخت در سال ۱۵۷۹ که آزادی وجدان را در ماده ۱۳ تضمین کرد. دوم، اعلام استقلال استان‌های متحد هلند در سال ۱۵۸۱ با صدور اعلامیه کناره‌گیری که طی آن، فلیپه دوم از سلطنت خلع شد. فلیپه دوم، مدافع سرسخت کاتولیسیزم، هم‌زمان پادشاه پرتغال نیز بود و تفتیش عقاید پرتغالی را شدت بخشید. در نتیجه، یهودیان پرتغالی به دنبال پناهگاه مذهبی و نیز فرصت‌های بازرگانی، به سمت شمال هلند جذب شدند. در اواخر قرن شانزدهم، هنوز در هلند جامعه یهودی تثبیت‌شده‌ای برای نو مسیحیان پرتغالی (کونفرسوس) وجود نداشت تا پس از ترک ظاهری مسیحیت، دوباره یهودیت را احیا کنند.
تاریخ اولیه شکل‌گیری جامعه سفاردی در هلند، به‌گفته مورخان، «تا حدی در هاله‌ای از گمانه‌زنی» است، اما ریشه در تاریخ مذهبی اسپانیا و پرتغال دارد. در اسپانیا، پس از فرمان الحمرا در سال ۱۴۹۲ و اخراج یهودیان که از پذیرش مسیحیت سرباز زدند، بسیاری به پادشاهی پرتغال که مدارای بیشتری داشت، پناه بردند. اما با آزارهای مذهبی مانوئل یکم در سال‌های ۱۴۹۶ و ۱۴۹۷، یهودیان وادار به گرویدن به مسیحیت شدند و خروج از کشور نیز بر آن‌ها ممنوع شد. در اسپانیا، یهودیان تازه‌مسیحی‌شده یا کونفرسوس زیر نظر تفتیش عقاید اسپانیایی بودند که با شدت تمام، ادامه پنهانی مناسک یهودی (یهودیت مخفی یا مارانو) را پیگیری می‌کرد. در مقابل، پرتغال در آن زمان تفتیش عقاید رسمی نداشت، بنابراین یهودیان مجبورشده به مسیحیت تا مدتی می‌توانستند در خلوت، یهودیت را تمرین کنند.
مردان یهودی پرتغالی مهاجر به آمستردام که بسیاری از آن‌ها پیشاپیش بازرگان بودند، در مقایسه با مردان هلندی در جامعه آمستردام، نرخ سواد بسیار بالایی داشتند. بازرگانان یهودی پرتغالی پیش از این نیز در آنتورپ در منطقه هلند اسپانیا ساکن شده بودند؛ بندری مهم برای تجارت کالاهای شبه‌جزیره ایبری مانند شکر، نقره، ادویه و تنباکو. آنان در فرانسه، هامبورگ و شماری هم در لندن نیز ساکن شدند. در اواخر قرن شانزدهم، آمستردام لزوماً نخستین گزینه مهاجرت برای بازرگانان یهودی نبود. اما با تبدیل شدن هلند اسپانیا به مرکزی برای تجارت بین‌المللی، یهودیان پرتغالی ابتدا به آنتورپ و سپس برای استفاده از فرصت‌های تجاری به آمستردام مهاجرت کردند.
با تبدیل شدن استان‌های شمالی هلند به دژ پروتستان‌ها، شورشیان هلندی برای استقلال از اسپانیا جنگیدند و اصل تحمل مذهبی را نیز در دستور کار خود قرار دادند. آن‌ها در نهایت به خودمختاری دست یافتند که در سال ۱۶۴۸، پس از جنگ هشتادساله، رسماً از سوی اسپانیا به رسمیت شناخته شد. در اواخر قرن شانزدهم، برخی سفاردی‌ها از شبه‌جزیره ایبری (سفارد نام عبری ایبریاست) به هلند، به‌ویژه آمستردام مهاجرت کردند و جای پایی در آنجا یافتند، هرچند موقعیت حقوقی آن‌ها مشخص نبود. چند اشکنازی نیز در دهه ۱۵۷۰ از آلمان به منطقه «اوملاندن» مهاجرت کردند. در اواسط تا اواخر قرن هفدهم، موج بزرگ‌تری از اشکنازی‌ها از اروپای مرکزی به هلند آمدند. با اینکه در اروپای مرکزی مورد آزار بودند، اما پیش از مهاجرت به هلند، به‌عنوان یهودی در جوامع خود زندگی کرده بودند. نخستین گروه پرشمار یهودیان در استان گرونینگن در سال ۱۵۶۳ در شهر اپینگدام مستقر شدند، جایی که بر سر فروش گوشت و پارچه با صنف‌های هلندی درگیر شدند. شهر اِمدن نخستین خاخام جامعه یهودیان پرتغالی مهاجر در آمستردام را فراهم کرد: موسی آوری هالوی (معروف به فیلیپس یوستن) که تا پیش از تربیت خاخام‌های پرتغالی، هدایت مذهبی آن‌ها را بر عهده داشت. این دو جامعه یهودی (اشکنازی و سفاردی) از نظر قومی متمایز بودند و سازمان‌های مذهبی جداگانه‌ای داشتند.

### تحمل مذهبی و شکل‌گیری جوامع یهودی

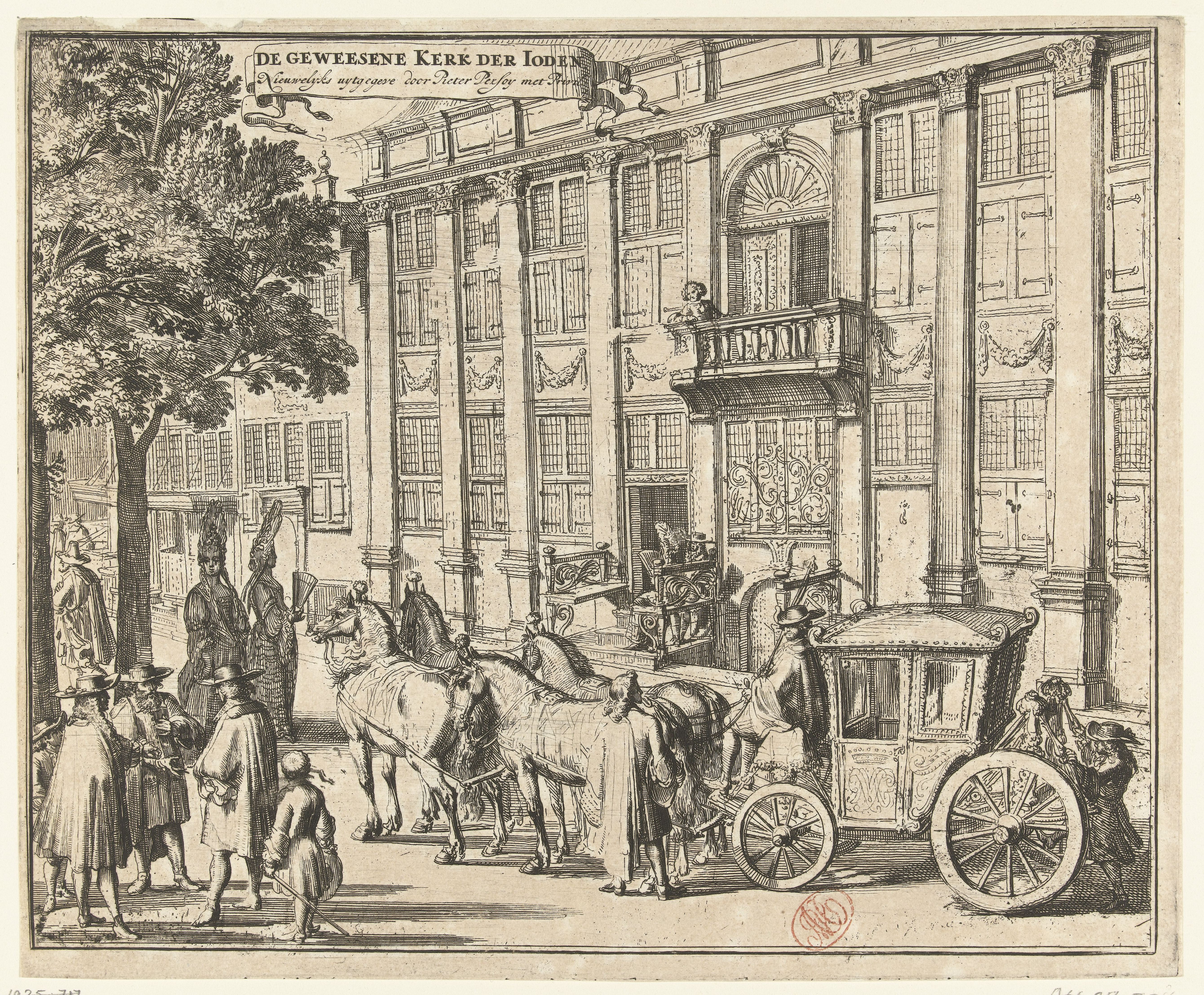
نمای بیرونی کنیسه پرتغالی آمستردام (حدود ۱۶۹۵) اثر رومین ده هوخه که فضای اجتماعی جامعه ثروتمند یهودی را به تصویر می‌کشد

استان‌های هلند شرایط نسبتاً مساعدی را برای یهودیان دیندار فراهم کردند تا بتوانند جامعه مذهبی خود را شکل دهند و آیین‌هایشان را به‌صورت خصوصی اجرا کنند. اما برای تشکیل جامعه‌ای منظم، نیاز به حضور خاخامی در آمستردام بود؛ زیرا در میان کونفرسوس‌های پرتغالی (یهودیان نوکیش) خاخامی وجود نداشت. آنان که مایل به بازگشت به یهودیت تحت نظارت مذهبی بودند، باید مناسک دینی و فرهنگی یهودی را از نو می‌آموختند. نخستین خاخام موسی آوری هالوی از اِمدن بود که با طومار توراتی به آمستردام آمد و در نبود فضای عبادت رسمی، آیین‌های مذهبی را پایه‌گذاری کرد.

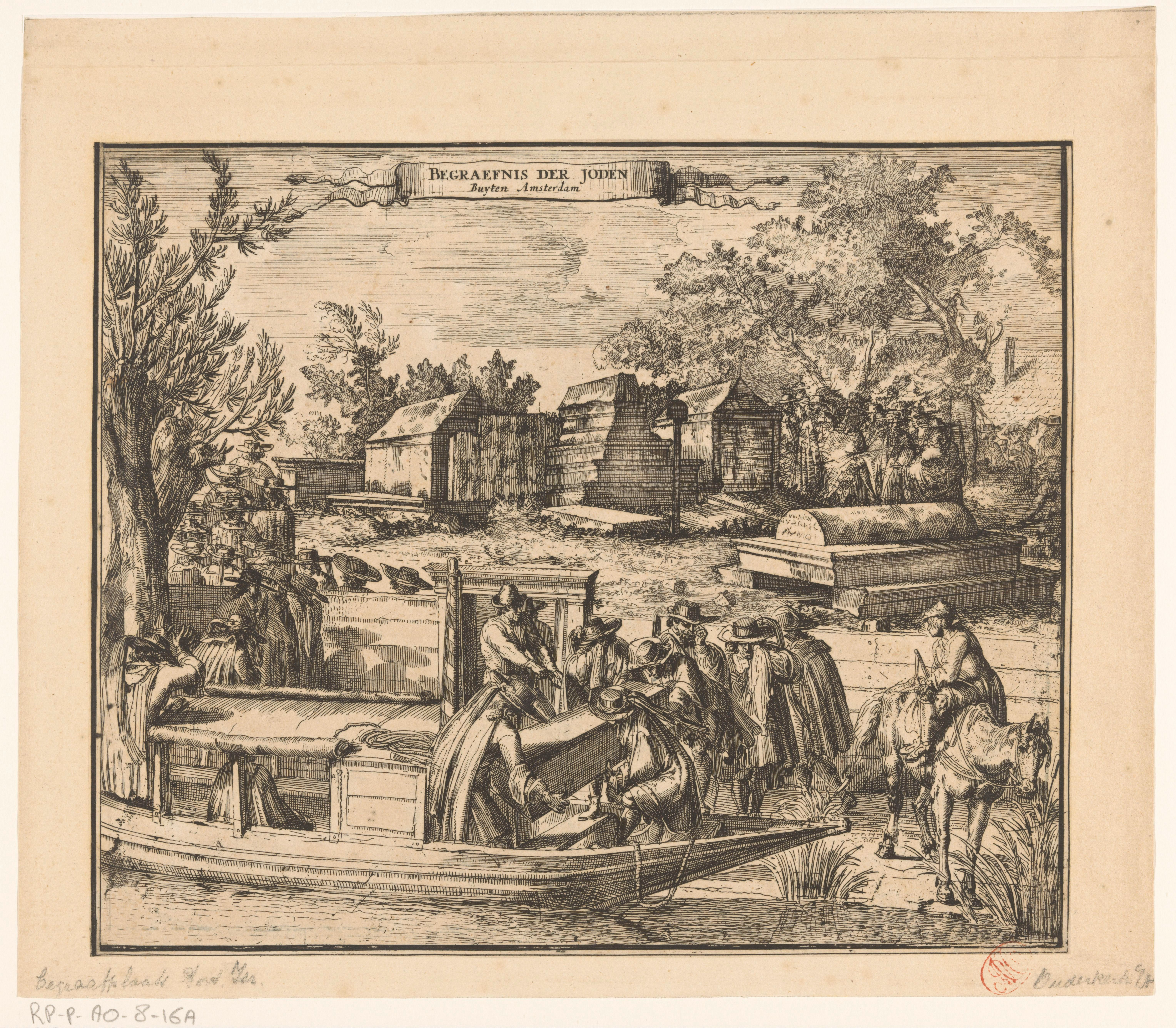
انتقال پیکر به قبرستان یهودیان در آمستردام (حدود ۱۶۹۵) اثر رومین ده هوخه

ایجاد مکان مقدس برای عبادت یهودیان، در ابتدا با مشکل مواجه شد؛ چون مقامات آمستردام تصور نمی‌کردند که یهودیان مشمول مفهوم تحمل مذهبی باشند. یعقوب تیرادو (یا جیمز لوپس دا کوستا) مجوزی دریافت کرد تا بتواند در خانه‌اش آیین‌های یهودی را برگزار کند، ولی نه به‌صورت علنی. تیرادو نقش مهمی در تأسیس جامعه یهودیان پرتغالی داشت. در اوایل قرن هفدهم، سه جماعت یهودی پرتغالی تشکیل شدند که در اواخر همان قرن با یکدیگر ادغام شده و کنیسه بزرگ اسنوگا را ساختند که هنوز فعال است.
برای تشکیل جامعه‌ای فعال، قبرستان یهودی نیز ضروری بود. در سال‌های ۱۶۰۶ و ۱۶۰۸، یهودیان در آمستردام اجازه ساخت قبرستان دریافت نکردند و اجساد را در شهر گروت به خاک سپردند. سرانجام، زمینی در اودرکرک آن در آمستل برای دفن یهودیان پرتغالی به‌دست آمد. این قبرستان پنج مایل با مرکز آمستردام فاصله داشت. ماجرای دفن انریکه گارسس (مشهور به باروخ سینیور)، پدربزرگ مادری باروخ اسپینوزا، نکاتی دربارهٔ معیارهای عضویت در جامعه یهودی ارائه می‌دهد. گارسس پس از مهاجرت از آنتورپ به آمستردام، خواستار دفن در این قبرستان شد، اما نه به جماعت‌های یهودی وقت پیوسته بود و نه هرگز ختنه شده بود. او را پس از مرگ به‌صورت نمادین ختنه کردند و در بخشی خارج از محوطه رسمی قبرستان دفن کردند؛ جایی که مخصوص افراد «غیرختنه و حاشیه‌ای» بود که به‌طور کامل عضوی از جامعه محسوب نمی‌شدند. سنگ‌قبرهای فراوانی در قبرستان‌های یهودی اطلاعات ارزشمندی دربارهٔ افراد و جوامع یهودی تا سال ۱۷۹۶ ارائه می‌دهند، زمانی که یهودیان شهروند رسمی شدند و از وضعیت جداسازی خارج شدند.

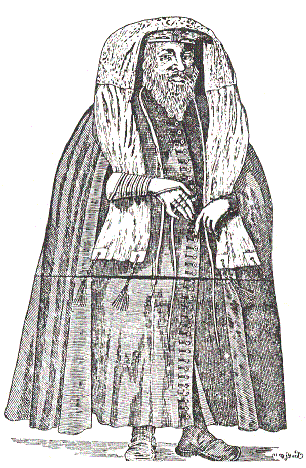
خاخام شائول لوی مورتیرا

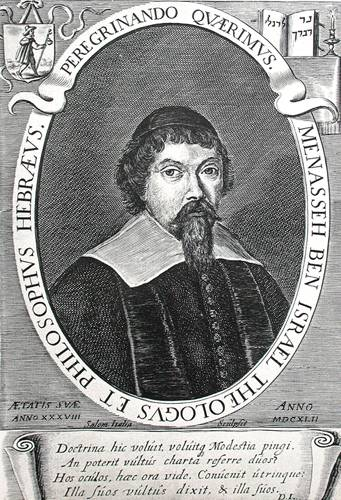
خاخام مناسسه بن اسرائیل

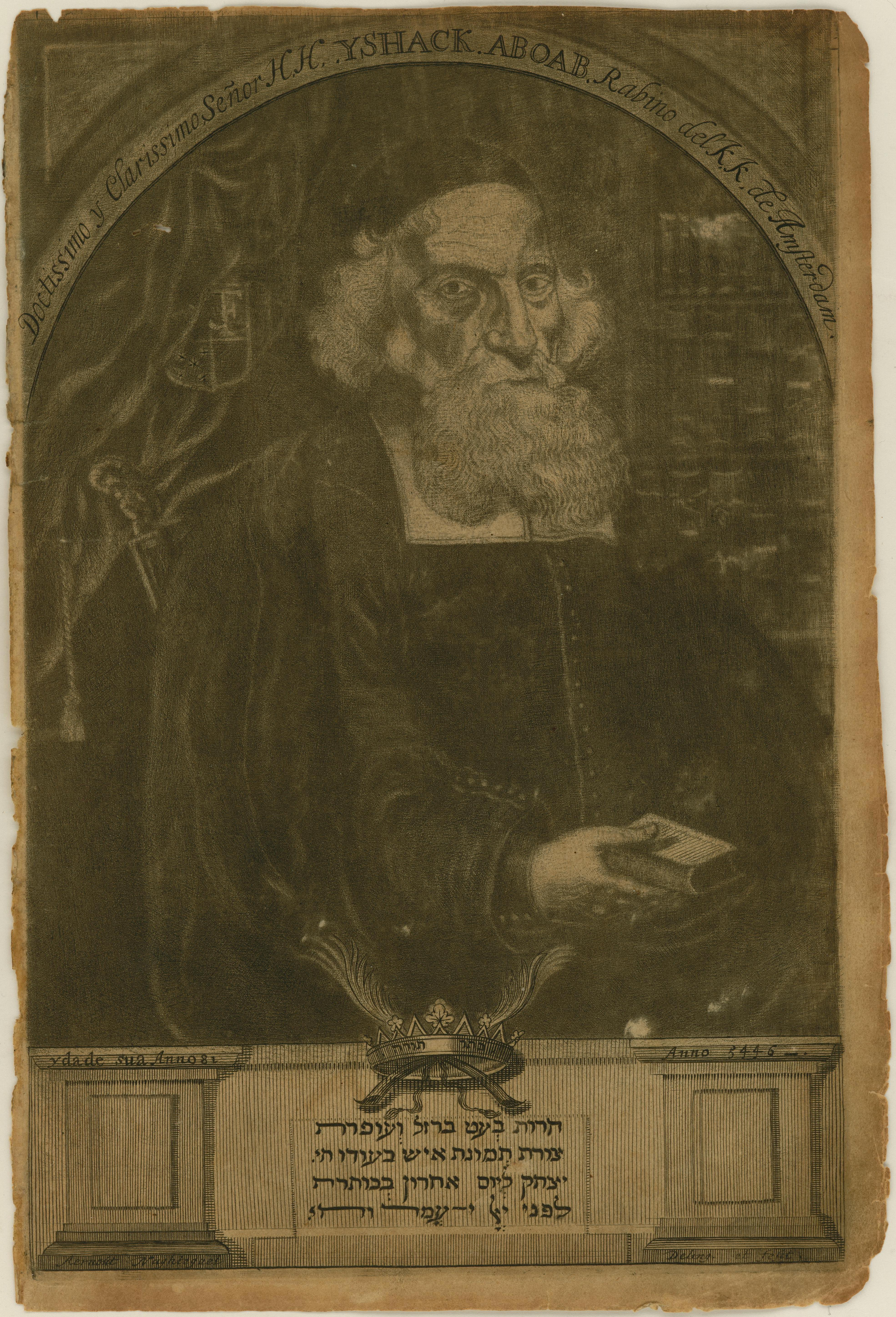
خاخام ایسحاق آبوعب دا فونسکا

اصل تحمل مذهبی در جمهوری هلند به‌طور دقیق در قوانین رسمی قید نشده بود. تنها قانونی که به‌طور مشخص به این موضوع پرداخت، فرمان شهرداران آمستردام در سال ۱۶۱۶ بود که تا زمان آزادی کامل یهودیان در سال‌های ۱۷۹۵–۹۶ پابرجا ماند. بر اساس این فرمان، یهودیان:
- حق نداشتند به‌طور علنی مسیحیت را نقد کنند؛
- نمی‌توانستند مسیحیان را به آیین یهود دعوت یا ختنه کنند؛
- اجازه خرید شهروندی داشتند، اما نمی‌توانستند آن را به ارث ببرند؛
- از مشاغل تحت حمایت صنف‌های هلندی که نیازمند شهروندی بود، محروم بودند؛
- مردان یهودی حق نداشتند هیچ‌گونه «ارتباط جنسی» با زنان مسیحی، چه به‌صورت همسری یا فحشا، داشته باشند.[۱۹][۲۰]

همین ممنوعیت‌ها باعث تدوین قانون سال ۱۶۱۶ شد. موارد بسیاری از شکایت زنان مسیحی از مردان یهودی پرتغالی برای دریافت هزینه زایمان یا نفقه کودکان وجود دارد. برخلاف دیگر نقاط اروپا، در آمستردام یهودیان اجازه داشتند خدمه مسیحی استخدام کنند و بازدیدکنندگان آلمانی به این نکته اشاره کرده‌اند. صمیمیت فضای خانه‌ها زمینه‌ساز روابط جنسی بود. همچنین، هیچ قانونی مانع ازدواج زنان یهودی با مردان مسیحی نبود.
آمستردام در آن زمان محله‌ای ویژه برای سکونت یهودیان نداشت، چرا که یهودیان گروه مهاجر تازه‌واردی به این شهر بودند. خودِ شهر مملو از مهاجرانی از نواحی دیگر بود و بنابراین، یهودیان در ابتدا چندان جلب توجه نمی‌کردند. در آمستردام، یهودیان گرایش داشتند که در ناحیه‌ای خاص در کنار هم زندگی کنند، اما محدود به آن منطقه نبودند. طبق رویه هلندی، یهودیان برای اقامت باید مجوز سکونت دریافت کرده و سالانه مبلغی به‌عنوان هزینه اقامت پرداخت می‌کردند. برخی از یهودیان پرتغالی ثروتمند در قرن هفدهم، در میان بازرگانان بسیار مرفه هلندی خانه داشتند.

### مشاغل و حرفه‌ها
در دوره ۱۶۵۵ تا ۱۶۹۹، مردان یهودی پرتغالی اغلب در حوزه‌ای محدود از مشاغل فعالیت داشتند؛ عمده‌ترین آن‌ها بازرگانی بود که ۷۲٪ (۴۹۸ نفر از ۶۹۳ مردی که شغل آن‌ها ثبت شده) را شامل می‌شد. پس از آن ۳۱ نفر دلال بودند. در حرفه‌های دیگر نیز شماری به‌چشم می‌خورند: آموزگاران (۲۲ نفر)، پزشکان (۱۰ نفر)، جراحان (۱۰ نفر). همچنین، ۲۰ نفر برش‌دهنده و صیقل‌دهنده ماهر الماس، ۱۳ فروشنده خرده‌فروشی تنباکو و ۱۳ کارگر مرتبط با تنباکو وجود داشتند. پزشکانی چون ساموئل آبرآوانل، داوید نیتو، الیاهو مونتالتو و خانواده بونو از جمله چهره‌های برجسته بودند. یوسف بونو در سال ۱۶۲۳ هنگام بیماری شاهزاده موریس مشاور پزشکی او بود. یهودیان اجازه داشتند به دانشگاه بروند، ولی تنها شاخه‌ای از علوم که عملاً برایشان مفید بود، پزشکی بود؛ زیرا اجازه وکالت نداشتند، چون برای وکیل شدن باید سوگند مسیحی یاد می‌کردند. همچنین، اجازه عضویت در اصناف را نداشتند؛ چنان‌که در قطعنامه‌ای در سال ۱۶۳۲ در شهر آمستردام این موضوع به تصویب رسید (شهرهای هلندی عمدتاً خودمختار بودند). با این حال، مجاز به فعالیت در برخی مشاغل بودند: چاپ، فروش کتاب، فروش گوشت، مرغ، خواربار و دارو. در سال ۱۶۵۵، یک یهودی سفاردی استثنائاً مجاز شد که پالایشگاه شکر با روش‌های شیمیایی راه‌اندازی کند.
در سدهٔ هفدهم، شماری از یهودیان برجسته سفاردی در آمستردام فعال بودند، از جمله شائول لوی مورتیرا، خاخام و منتقد مسیحیت. رقیب او، خاخام معروف مناسسه بن اسرائیل بود که مکاتبات گسترده‌ای با رهبران مسیحی داشت و در بازگشت یهودیان به انگلستان نقش مهمی ایفا کرد. نامدارترین چهره باروخ اسپینوزا بود؛ فیلسوفی که در جامعه یهودیان پرتغالی آمستردام پرورش یافت، اما در سال ۱۶۵۶ به دلیل باورهای تندرو و مخالفت با اقتدار ربانی از جامعه یهودی طرد شد. او با دیدگاه‌های نامتعارف دربارهٔ ذات خدا، منشأ الهی کتاب مقدس و شریعت موسی مخالفت کرد. در سال ۱۶۷۰ بخشی از اندیشه‌هایش را به‌صورت ناشناس به زبان لاتین منتشر کرد و پس از مرگش در ۱۶۷۷، همه آثارش چاپ و گسترده منتشر شد.

### زنان یهودی

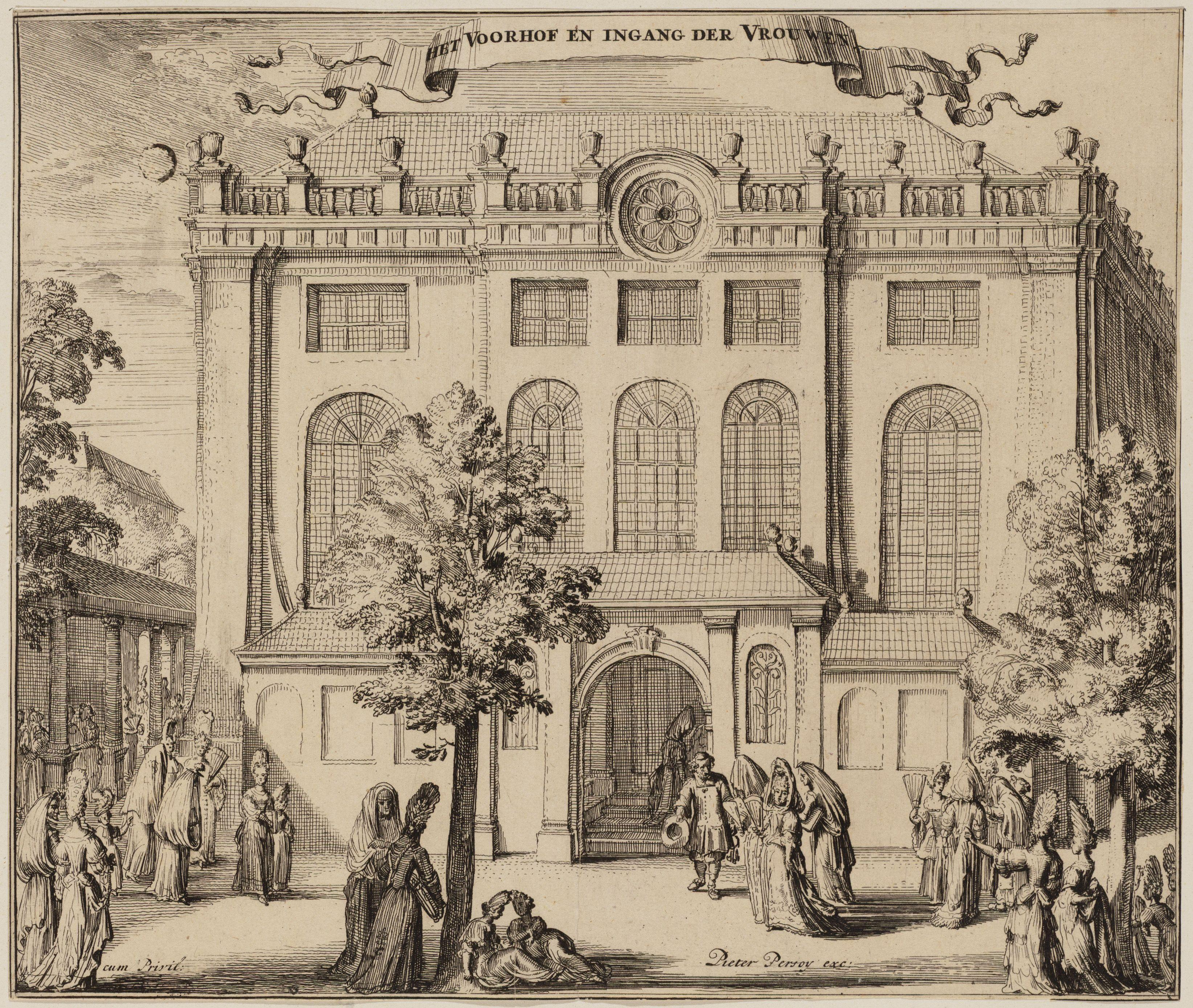
ورودی زنان به کنیسه پرتغالی، اثر رومین ده هوخه

همانند بیشتر زنان غیر یهودی در آن دوران، زنان یهودی معمولاً در مشاغل بیرون از خانه فعالیتی نداشتند. دربارهٔ زنان مهاجر اطلاعاتی در دست است. در سال‌های ابتدایی شکل‌گیری جامعه، کمبود عروس وجود داشت و مردان برای ازدواج به جوامع یهودی دیگر مراجعه می‌کردند. آنتورپ یکی از منابع تأمین همسر بود و به نظر می‌رسد زنان یهودی این شهر از جایگاه اجتماعی بالاتری برخوردار بودند؛ چرا که نرخ سواد در میان آن‌ها بالاتر بود. در سال‌های ۱۵۹۸ تا ۱۶۹۹، نرخ بی‌سوادی در میان زنان یهودی زاده آنتورپ تنها ۷٫۳٪ بود (۳ نفر از ۴۱)، در حالی که این رقم در هامبورگ ۱۸٫۲٪ بود (۱۰ از ۵۵). زنان متولد آمستردام با ۲۲۷ نفر از ۷۲۵ زن (۳۱٫۸٪) بیشترین تعداد را داشتند که نسبت به ۶۸٪ بی‌سوادی در میان زنان هلندی آمستردامی، رقم بهتری محسوب می‌شود. یکی از منابع بررسی سواد، دفاتر ازدواج است که امضای فرد نشانگر سواد بوده. کاهش سواد در میان زنان یهودی آمستردامی احتمالاً به دلیل بی‌اهمیتی سواد زنانه در جامعه یهودی بوده است. در عرصه دینی، زنان برای تشکیل مینیان (حد نصاب نماز) شمار نمی‌شدند و حق مسلم شرکت در نماز کنیسه را نداشتند. زنان و مردان مجرد حق عضویت در نهاد اداره‌کننده کنیسه، یعنی ماحماد، را نداشتند. بیوه‌ها و دختران یتیم از سوی خیریه‌های یهودی حمایت می‌شدند. روابط غیررسمی میان مردان و زنان یهودی با برخورد ماحماد مواجه می‌شد، از جمله در موارد چندزنی یا ازدواج بدون اجازه والدین. در این موارد، حتی شاهدان مراسم نیز مجازات می‌شدند. زنانی که شوهران‌شان آن‌ها را رها کرده بودند، گاه در روابط زناکارانه با مردان یهودی باردار می‌شدند. در قرن هجدهم، ماحماد پس از اطلاع، فرزندان این روابط را در دفتر ثبت تولد، نامشروع معرفی می‌کرد.

### بازرگانان یهودی پرتغالی و شکوفایی هلند

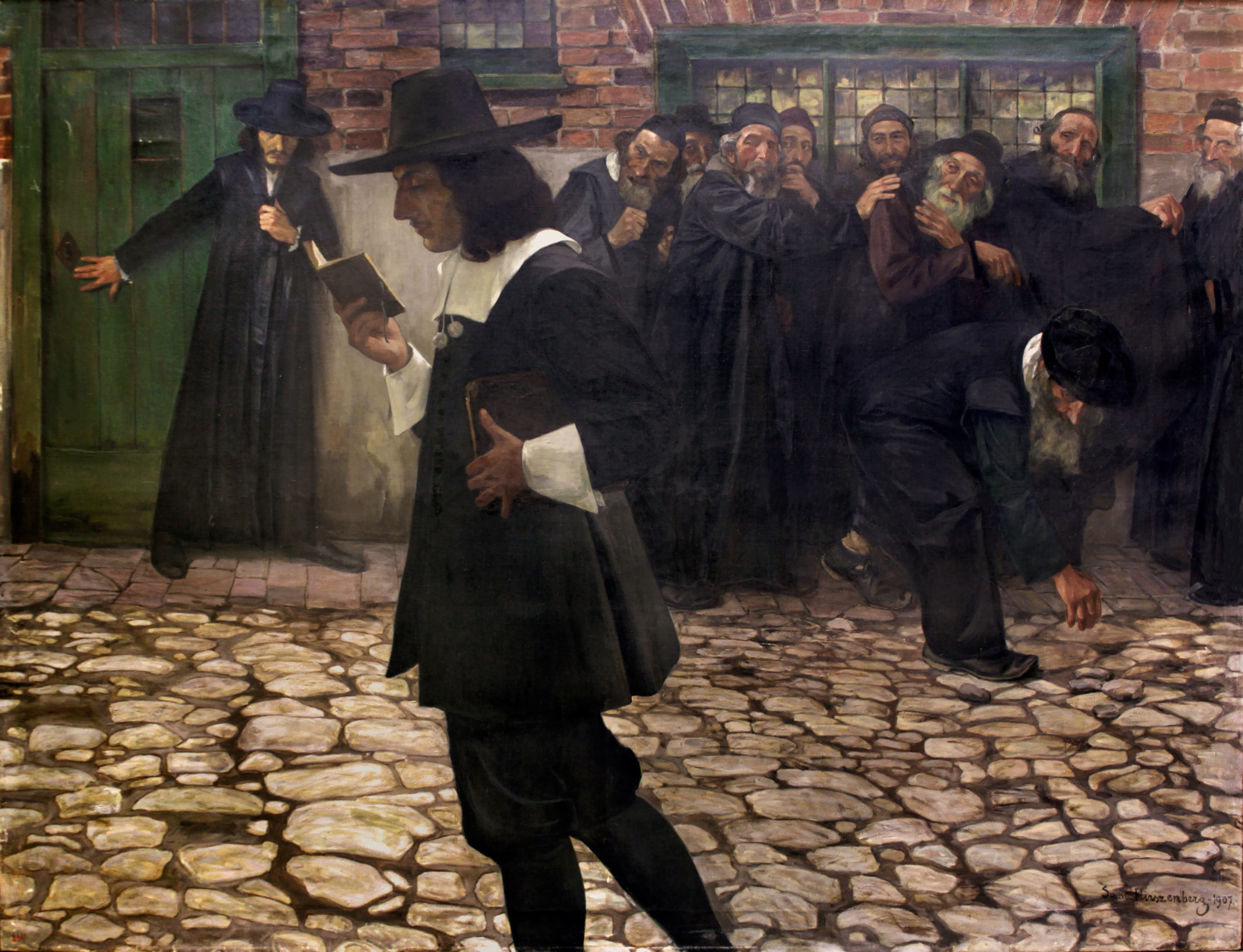
فیلسوف باروخ اسپینوزا که در جامعه یهودیان پرتغالی آمستردام پرورش یافت اما به دلیل باورهای رادیکال از آن اخراج شد.

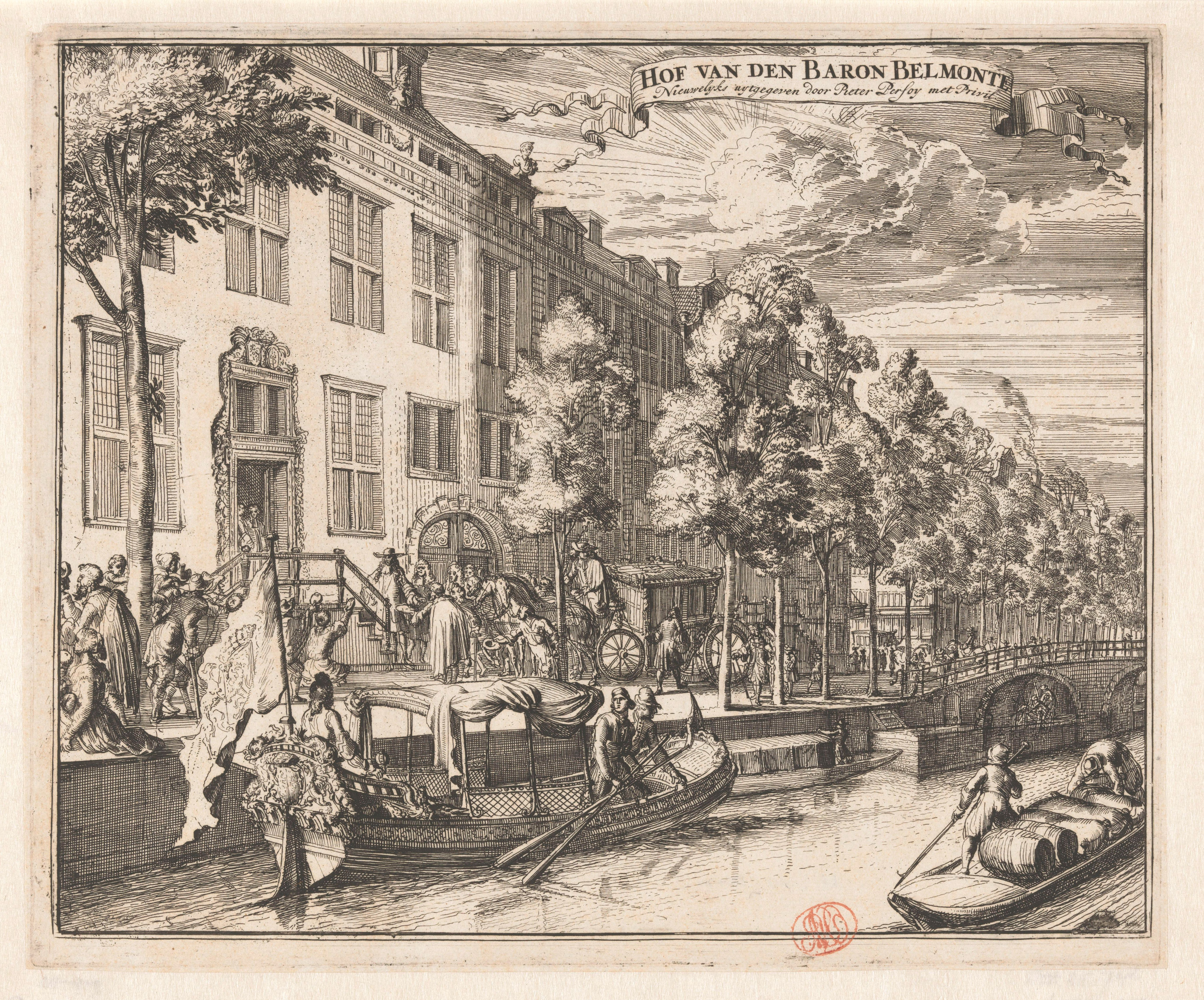
خانه بارون مانوئل د بل‌مونته (نام دیگر: آیزاک نونس) در آمستردام، اثر رومین ده هوخه (حدود ۱۶۹۵)

هیچ منع قانونی برای مشارکت یهودیان در فعالیت‌های اقتصادی وجود نداشت و بازرگانان یهودی پرتغالی نقش پررنگی در آمستردام داشتند. شهر به‌سبب تحمل مذهبی رونق گرفت، و باروخ اسپینوزا، شناخته‌شده‌ترین چهره یهودی‌زاد این شهر، نوشت:
شهر آمستردام از این آزادی وجدان، بهره فراوان می‌برد؛ در رفاه بسیار است و مورد ستایش مردمان دیگر. در این شهر پررونق و درخشان، مردمانی از هر ملت و مذهب با صلح و صفا زندگی می‌کنند… دین افراد اهمیتی ندارد: نزد قاضیان اثری ندارد که موجب برد یا باخت شود؛ و هیچ فرقه‌ای آن‌قدر خوار نیست که پیروانش، مادامی که کسی را آزار ندهند، حق دیگران را بدهند و درستکارانه زندگی کنند، از حمایت قانونی محروم شوند.
یهودیان پرتغالی، پس از استقرار در شهر، تخصص‌های جدید بازرگانی و شبکه‌های تجاری تازه‌ای با خود آوردند. آن‌ها دانش ناوبری و فنی دریانوردی را از پرتغال به هلند منتقل کردند که به این کشور کمک کرد تا در رقابت با مستعمرات اسپانیایی و پرتغالی وارد تجارت فراآتلانتیک شود. «یهودیان ملت پرتغال» همراه با مردم آمستردام برای توسعه کشور تلاش کردند و از حامیان پرقدرت دودمان اورانیه-ناسائو بودند و استادهاودر از آن‌ها حمایت می‌کرد. در دوران آتش‌بس ۱۲ ساله، تجارت در جمهوری هلند به‌شدت رونق گرفت و دوره‌ای از توسعه فراگیر آغاز شد، به‌ویژه در آمستردام که مارانو‌ها بندر اصلی و پایگاه عملیاتی خود را آنجا بنا کردند. آن‌ها روابط تجاری فعالی با مناطق مدیترانه‌ای مانند ونیز، سرزمین شام و مراکش داشتند. سلطان مراکش نماینده‌ای به نام ساموئل پالاشه در لاهه داشت که در سال ۱۶۲۰ میان هلند و ساحل بربر توافق تجاری برقرار کرد.
یهودیان سفاردی آمستردام همچنین روابط تجاری با دیگر کشورهای اروپایی برقرار کردند. در اوایل دهه ۱۶۲۰، شماری از یهودیان از هلند به منطقه آلبر سفلا مهاجرت کردند. در نامه‌ای به تاریخ ۲۵ نوامبر ۱۶۲۲، شاه کریستیان چهارم از یهودیان آمستردام دعوت کرد تا در گلوک‌اشتات ساکن شوند، جایی که به آن‌ها از جمله آزادی کامل اجرای آیین‌های دینی‌شان وعده داده شد.
تجارت میان هلندی‌ها و امپراتوری اسپانیا توسط همین یهودیان ایبریایی پایه‌گذاری شد. آنان همچنین در تأسیس کمپانی هند غربی هلند در سال ۱۶۲۱ مشارکت داشتند و برخی از آنان عضو هیئت مدیره آن بودند. برنامه‌های جاه‌طلبانه هلند برای تسخیر برزیل توسط فرانسیسکو ریبیرو، ناخدای پرتغالی که گفته می‌شود بستگان یهودی در هلند داشت، عملی شد. یهودیان سفاردی آمستردام قویاً از جمهوری هلند در نبرد با پرتغال برای تصاحب برزیل، که در رسیفی با ورود کنت یوهان موریس از ناسائو-زیگن در سال ۱۶۳۷ آغاز شد، حمایت کردند. چند سال بعد، هلندی‌های برزیل خواستار حضور بیشتر صنعت‌گران و کارگران متخصص شدند، و بسیاری از یهودیان به این درخواست پاسخ مثبت دادند. در سال ۱۶۴۲ حدود ۶۰۰ یهودی به همراه دو دانشمند برجسته، اسحاق آبواع دا فونسکا و موسی رافائل د آگیلار از آمستردام به برزیل مهاجرت کردند. پس از آنکه پرتغالی‌ها در سال ۱۶۵۴ منطقه قندخیز پیرامون رسیفی را بازپس گرفتند، این یهودیان به مستعمرات دیگر هلند، از جمله جزیره کوراسائو در دریای کارائیب و نیو آمستردام (منهتن) در آمریکای شمالی، پناه بردند.

### اشکنازی‌ها
در قرن هفدهم، جامعه سفاردی از نظر مالی ثروتمندتر و از نظر نهادی استوارتر از یهودیان اشکنازی بود. یهودیان پرتغالی از بالا به اشکنازی‌های فقیرتر و کم‌سوادتر که از شمال و مرکز اروپا می‌آمدند، نگاه می‌کردند. موج مهاجرتی بزرگی از لیتوانی در دهه ۱۶۵۰، فشار زیادی بر سامانه کمک به نیازمندان که توسط سفاردی‌ها تأسیس شده بود، وارد کرد. بسیاری از اشکنازی‌ها که تحت تعقیب مذهبی قرار داشتند، به دلیل تحمل مذهبی جمهوری هلند به این کشور آمدند، به‌ویژه از اواسط قرن هفدهم به بعد. نمونه‌ای از این افراد می‌تواند حاخام تسوی اشکنازی باشد. برخلاف یهودیان ایبریای مرکزی، اغلب آنان از گتوهای یهودی آمده بودند و از آزارها و خشونت‌هایی چون جنگ سی‌ساله (۱۶۱۸–۱۶۴۸) یا قیام خملنیتسکی در لهستان شرقی گریخته بودند. این مهاجران فقیر معمولاً با استقبال مواجه نمی‌شدند. ورود انبوه آن‌ها به‌ویژه در آمستردام تهدیدی برای وضعیت اقتصادی محسوب می‌شد و اغلب به آن‌ها اجازه ورود داده نمی‌شد. آن‌ها معمولاً در مناطق روستایی ساکن می‌شدند و مردان به‌طور معمول به کار دوره‌گردی یا دستفروشی مشغول می‌شدند. در نتیجه، جوامع یهودی کوچک‌تری در سراسر استان‌های هلند شکل گرفت.
با گذشت زمان، بسیاری از یهودیان آلمانی از طریق تجارت خرده‌فروشی به رفاه رسیدند و در برش و فروش الماس تخصص یافتند. تا حدود سال ۱۸۷۰، آن‌ها در این حرفه انحصار داشتند.

### یهودیان و دولت هلند
هنگامی که ویلیام چهارم، شاهزاده اورانژ در سال ۱۷۴۷ به‌عنوان استادهولدر منصوب شد، یهودیان حامی جدیدی یافتند. او روابط نزدیکی با سرپرست خانواده دِپینتو داشت و بارها با همسرش به ویلای او، «تولپنبورخ» در نزدیکی اودرکرک، سر زد. در سال ۱۷۴۸، هنگامی که ارتش فرانسه در مرز مستقر بود و خزانه کشور خالی، دِپینتو مبلغ زیادی گردآوری کرد و به دولت اهدا نمود. دبیر دولت، فان هوخندورپ، به او نوشت: «تو کشور را نجات دادی». در سال ۱۷۵۰، دِپینتو ترتیب داد که بدهی ملی از نرخ ۴٪ به ۳٪ تبدیل شود.
در دوران حکومت ویلیام پنجم، شاهزاده اورانژ، کشور دچار کشمکش‌های داخلی شد. اما یهودیان همچنان به او وفادار ماندند. در ۸ مارس ۱۷۶۶، روزی که ویلیام پنجم به بلوغ قانونی رسید و وارد مجلس شد، در کنیسه‌ها آیین شکرگزاری برگزار شد. او در ۳ ژوئن ۱۷۶۸ از هر دو کنیسه آلمانی و پرتغالی بازدید کرد و در مراسم ازدواج فرزندان خانواده‌های برجسته یهودی نیز شرکت جست.

## جمهوری باتاو و رهایی یهود
سال ۱۷۹۵، دستاوردهای انقلاب فرانسه به هلند رسید، از جمله رهایی یهود که به آن‌ها حق کامل شهروندی اعطا کرد. مجلس ملی در ۲ سپتامبر ۱۷۹۶ اعلام کرد: «هیچ یهودی نباید از حقوق یا مزایایی که با شهروندی در جمهوری باتاو همراه است، محروم شود، مشروط بر اینکه خواهان بهره‌مندی از آن‌ها باشد.» موسی مورسکو به عضویت شهرداری آمستردام درآمد و موسی آسر عضو دادگاه شد. محافظه‌کاران قدیمی، به رهبری خاخام اعظم یاکوب موسی لوونشتام، چندان خواهان این حقوق نبودند. در واقع، این حقوق برای آنان مزایای نامشخصی داشت؛ زیرا از نظر فرهنگی به حدی نرسیده بودند که بتوانند در جامعه عمومی حضور یابند؛ افزون بر این، آزادی‌های جدید از سوی حزبی به آنان پیشنهاد می‌شد که شاهزاده محبوب اورانژ را تبعید کرده بود؛ شاهزاده‌ای که یهودیان نسبت به او وفادار بودند. خاخام اعظم لاهه، سارکو، به «مُبلغ اورانژ» معروف بود و محافظه‌کاران به‌طور تحقیرآمیزی «گاوهای اورانژ» نامیده می‌شدند. با این حال، انقلاب فرانسه وضعیت یهودیان را به‌طور محسوسی بهبود بخشید. در سال ۱۷۹۹، جماعت‌های یهودی، مانند مسیحیان، از خزانه دولت کمک مالی دریافت کردند. در سال ۱۷۹۸، یوناس دانیل مایر در دفاع از تاریخ یهودیان در آلمان به وزیر خارجه فرانسه متوسل شد و در ۲۲ اوت ۱۸۰۲، سفیر هلند، روتخر یان شیمیل‌پنینک، یادداشتی در این باره به وزیر فرانسه تسلیم کرد.

## سده نوزدهم تا ۱۹۴۰
دوره‌ای از تاریخ هلند که میان پایان جمهوری هلند، شکوفایی یهودیان در این کشور، و آغاز جنگ جهانی دوم قرار دارد ــ که طی آن هولوکاست تأثیری نامتناسب و شدید بر هلند گذاشت ــ در شیوه روایت تاریخ این دوران نقش داشته است. پس از رهایی یهود در هلند، یهودیان بیش از پیش در جامعه هلند ادغام و جذب شدند و همانند کل جامعه هلند، سکولارتر شدند. یهودیان، مانند دیگر گروه‌های مذهبی یا اجتماعی در هلند، یک «ستون» جداگانه تشکیل ندادند، بلکه به بخشی از دیگر ستون‌ها بدل شدند. هرچند بسیاری از آنان دیگر پایبندی دینی یا ارتباط فرهنگی چشمگیری با یهودیت نداشتند، اما جمعیت غیر یهودی هلند همچنان آن‌ها را گروهی متمایز می‌دانست. یهودیان بیشتر در برخی بخش‌های اقتصادی متمرکز بودند، از جمله صنعت الماس، که به‌طور سنتی در آن فعالیت داشتند، و صنعت نساجی، که در آن برخی کارآفرینان یهودی کوچک به صنعتگران بزرگ بدل شدند. هر دو صنعت در اقتصاد عمومی هلند در آن دوره نقش مهمی ایفا می‌کردند.

### پادشاهی هلند

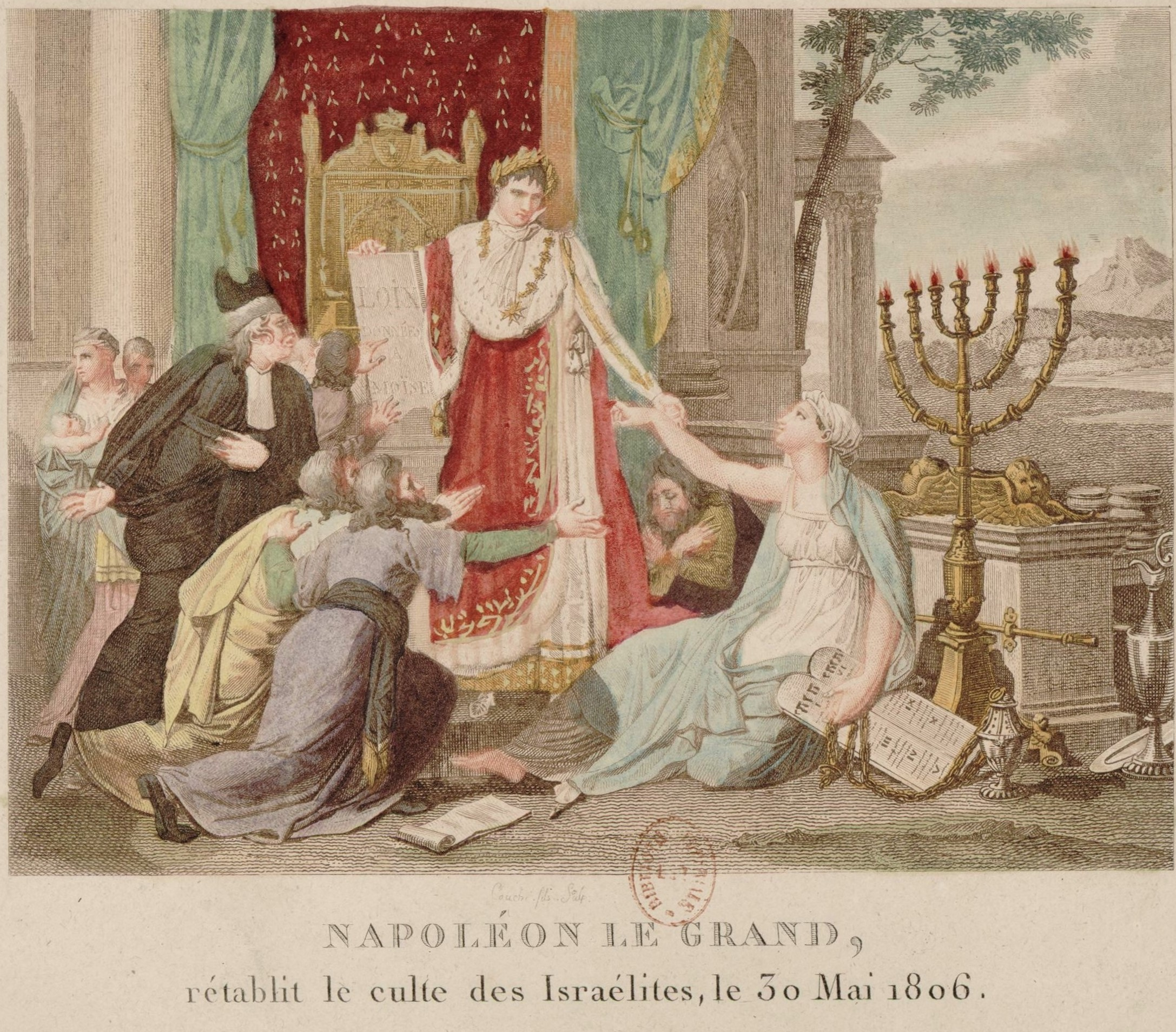
چاپ فرانسوی از سال ۱۸۰۶ که ناپلئون بناپارت را در حال اعطای آزادی به یهودیان نشان می‌دهد

از سال ۱۸۰۶ تا ۱۸۱۰، پادشاهی هلند (۱۸۱۰–۱۸۰۶) توسط برادر ناپلئون، لویی بناپارت اداره می‌شد که قصد داشت وضعیت یهودیان را به‌گونه‌ای اصلاح کند که حقوق تازه‌کسب‌شده آن‌ها معنای عملی بیابد؛ اما دوران کوتاه سلطنتش مانع تحقق برنامه‌هایش شد. برای نمونه، او پس از آن‌که در شهرهایی چون اوترخت و روتردام روز بازار را از شنبه به دوشنبه منتقل کرد، کاربرد سوگند یهودی را در دادگاه‌ها لغو کرد و همان سوگندنامه‌ای را که مسیحیان ادا می‌کردند برای یهودیان نیز اجرا کرد. برای عادت‌دادن یهودیان به خدمت نظامی، دو گردان نظامی از ۸۰۳ نفر و ۶۰ افسر، همگی یهودی، تشکیل داد که تا آن زمان حتی اجازه خدمت در نگهبانی شهر را هم نداشتند.
تلاش لویی ناپلئون برای وحدت اشکنازی‌ها و سفاردی‌ها در عمل به نتیجه نرسید. او درصدد تأسیس مدارس ویژه کودکان یهودی بود، زیرا آنان از حضور در مدارس عمومی محروم بودند؛ حتی انجمن Maatschappij tot Nut van 't Algemeen که در سال ۱۷۸۴ بنیان‌گذاری شد، تمایلی به پذیرش یهودیان به عنوان عضو نداشت. از جمله چهره‌های برجسته یهودی این دوره می‌توان به مایر لیتوالد لِهِمون، موزس شلومو آسر، کاپادوزی و پزشکانی چون دیوید هایلبورن، داویدس (که واکسیناسیون را معرفی کرد)، و اشتاین فان لون (کارشناس تلوریم) اشاره کرد.

### یهودیان در دوران سلطنت هلند تا جنگ جهانی دوم

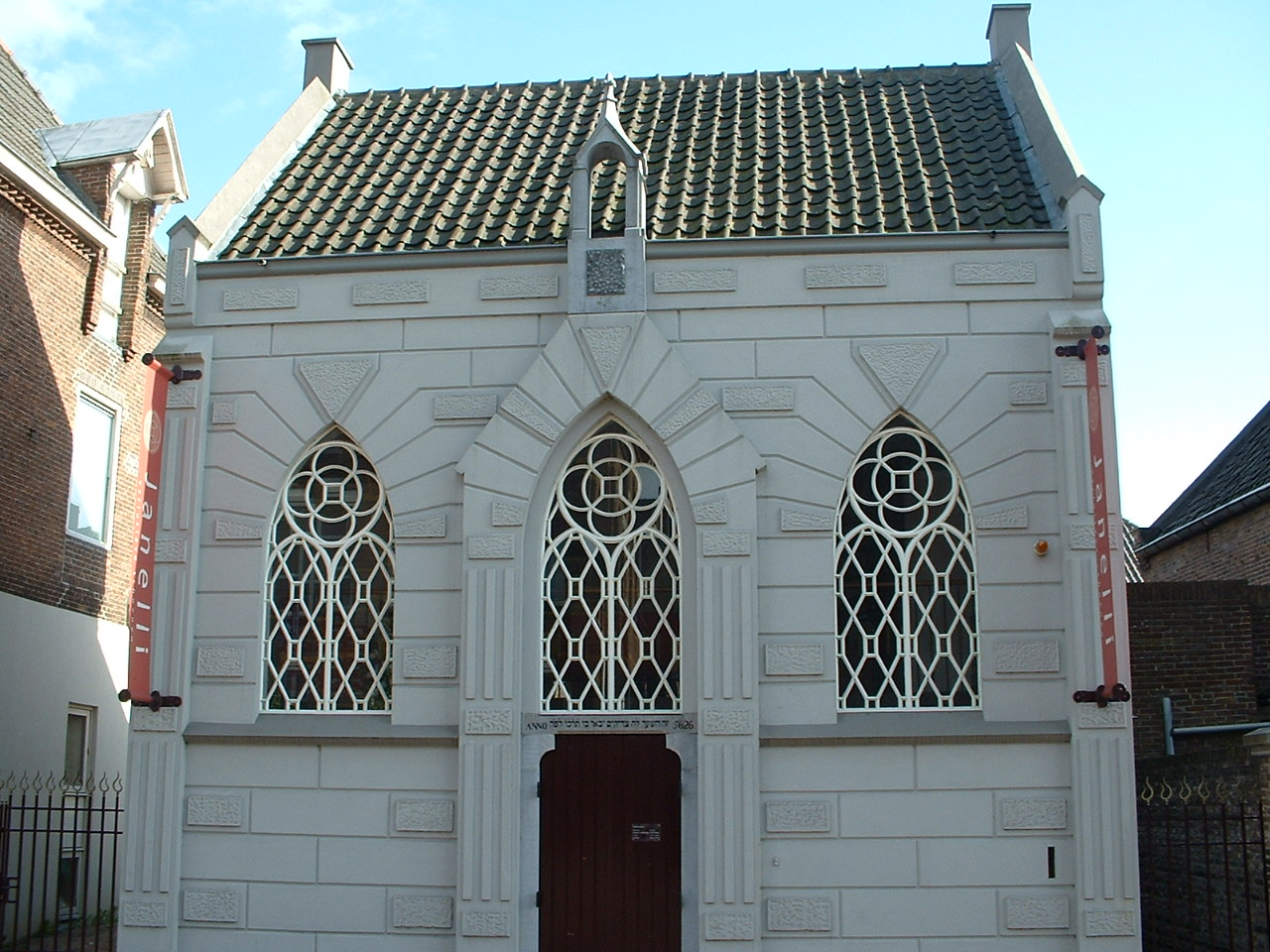
کنیسه شهر فخل. جامعه یهودیان در فِخِل، یک جماعت کوچک (مدینه) بود که در حدود سال ۱۹۰۰ به اوج رسید. در سال‌های بعد به‌دلیل مهاجرت به شهرهای بزرگ، جمعیت آن به حدود ۳۰ نفر کاهش یافت. همه یهودیان این شهر در جریان هولوکاست کشته شدند.

اندکی پس از آن‌که ویلم یکم در اِسخِیفِنینگِن از کشتی پیاده شد و در ۱۱ دسامبر تاج‌گذاری کرد، خاخام اعظم لهمان از لاهه مراسم شکرگزاری ویژه‌ای برگزار کرد و در تاریخ ۵ ژانویه ۱۸۱۴ برای ارتش‌های متحد دعا کرد. بسیاری از یهودیان در نبرد واترلو شرکت کردند که طی آن ناپلئون شکست خورد و ۳۵ افسر یهودی کشته شدند. ویلیام ششم قانونی صادر کرد که نظام حقوقی فرانسه را منسوخ کرد.
در هلند مستقل، یهودیان می‌توانستند پیشرفت کنند، اما این پیشرفت با برابری همراه نبود. در مناطق شهری، کارفرمایان غیر یهودی کمتر تمایل به استخدام کارگران یهودی داشتند. مردان یهودی عمدتاً در صنایع الماس، توتون و خرده‌فروشی کار می‌کردند؛ زنان یهودی نیز در بیگارخانه‌ها مشغول به کار بودند. مرزهای میان یهودیان و غیریهودیان (غیریهودیان یا جنتیل‌ها) به‌تدریج کم‌رنگ شد: ازدواج‌های مختلط بیشتر شد، سکونت‌های مختلط افزایش یافت، رعایت شریعت یهودی مانند نگه‌داشتن سبت یا غذای کوشر کاهش یافت، و مشارکت مدنی و سیاسی یهودیان افزایش یافت.
هلند ــ و به‌ویژه آمستردام ــ تا زمان جنگ جهانی دوم یکی از مراکز عمده جمعیت یهودی باقی ماند. یهودیان شهر آن را اورشلیم غرب می‌نامیدند. در اواخر سده نوزدهم و اوایل قرن بیستم، جمعیت یهودی افزایش یافت، زیرا یهودیان از مناطق روستایی یا مدینه برای یافتن فرصت‌های بهتر کاری و زندگی به شهرهای بزرگ مهاجرت کردند. در سال ۱۹۰۰، آمستردام ۵۱٬۰۰۰ یهودی داشت، که ۱۲٬۵۰۰ نفرشان نیازمند بودند؛ لاهه ۵٬۷۵۴ یهودی (با ۸۴۶ نفر نیازمند)، روتردام ۱۰٬۰۰۰ (با ۱٬۷۵۰)، گرونینگن ۲٬۴۰۰ (با ۶۱۳) و آرنهِم ۱٬۲۲۴ (با ۳۴۹ نفر نیازمند). جمعیت کل هلند در سال ۱۹۰۰ حدود ۵٬۱۰۴٬۱۳۷ نفر بود که تقریباً ۲٪ آن‌ها را یهودیان تشکیل می‌دادند.

## یهودیان هلندی از سده نوزدهم تا ۱۹۴۰
یهودیان هلندی بخش نسبتاً کوچکی از جمعیت کشور را تشکیل می‌دادند و گرایش زیادی به مهاجرت داخلی نشان می‌دادند. آن‌ها هرگز به‌راستی به یک «ستون» مجزا (در سامانه اجتماعی ستون‌بندی هلند) تبدیل نشدند. یکی از دلایل آن، جذب‌شدن یهودیان در ستون‌های سوسیالیستی و لیبرال پیش از هولوکاست بود، به‌جای آن‌که یک ستون یهودی مستقل شکل گیرد. به‌ویژه ظهور سوسیالیسم، بخشی نوین از جامعه ستون‌بندی‌شده هلند را پدیدآورد که برای یهودیانِ در پیوند با ازدواج‌های مختلط و نیز یهودیان و مسیحیانی که تعلق مذهبی خود را رها کرده بودند، جذاب بود. درون ستون‌های لیبرال و سوسیالیستی، پیشینه مذهبی یا قومی اهمیت کمتری داشت، گرچه افراد ممکن بود برخی رسوم یا آیین‌ها را همچنان حفظ کنند.
شمار یهودیان در هلند از اوایل سده نوزدهم تا جنگ جهانی دوم با آهنگی اندکی کندتر از رشد جمعیت عمومی کشور افزایش یافت. میان سال‌های ۱۸۳۰ تا ۱۹۳۰، جمعیت یهودی هلند تقریباً ۲۵۰٪ رشد کرد (بر پایه آمار ارائه‌شده توسط جوامع یهودی برای سرشماری)، در حالی‌که کل جمعیت هلند ۲۹۷٪ افزایش یافت.

#### چهره‌های برجسته یهودی در این دوران
در این دوره، شماری از یهودیان برجسته هلند نقش مهمی در زندگی اجتماعی و سیاسی کشور داشتند. یکی از آنان التا جاکوبس بود که در مبارزه برای حق رأی زنان بسیار تأثیرگذار بود. تصویب قانون برابری رأی‌دهی برای زنان و مردان در سال ۱۹۱۹، حاصل روندی طولانی بود. این‌که زنان مجبور بودند برای کسب حق رأی بجنگند، تا اندازه‌ای به التا جاکوبس بازمی‌گشت. در آغاز، قانون فقط شرط درآمدی برای حق رأی قائل بود. چون او نخستین پزشک زن در هلند بود، این شرط را داشت و خواستار استفاده از حق رأی شد. پس از تلاش او بود که قانوناً برای زنان نیز حق رأی به رسمیت شناخته شد.
از دیگر چهره‌های برجسته یهودی هلند در این دوران می‌توان به این افراد اشاره کرد:
- جوزف اسرائیلز، نقاش
- توبیاس آسر، برنده جایزه صلح نوبل در سال ۱۹۱۱[۴۹]
- جرارد فیلیپس، بنیان‌گذار شرکت فیلیپس
- لودویک ارنست ویسر، وکیل و رئیس دیوان عالی هلند
- خانواده بازرگان یهودی از شهر آس در برابانت، از جمله ساموئل فن دن برگ، بنیان‌گذار یونیلیور
- سال فن زواننبرگ، تولیدکننده محصولات گوشتی Zwan و بنیان‌گذار شرکت داروسازی Organon و در نتیجه بنیان‌گذار آکزونوبل
- شرکت خانواده هارتوگ هارتوگ که بعدها توسط یونیلیور خریداری شد؛ محصولات گوشتی Unox دنباله فعالیت‌های این خانواده‌اند[۵۰]
- سیمون فیلیپ گودسمیت، بنیان‌گذار فروشگاه De Bijenkorf[۵۱]
- لئو مایر و آرتور آیزاک، بنیان‌گذاران هیما استور[۵۲]
- لئو فولد، خواننده یهودی اهل روتردام
- هرمان وودسترا، بنیان‌گذار Hollandia Matzes در انسخده[۵۳]
- ادوارد مییرس، حقوق‌دان و بنیان‌گذار قانون مدنی هلند (Burgerlijk Wetboek) کنونی

## جنگ جهانی دوم تا پایان سده بیستم

### هولوکاست
هولوکاست در هلند با «سرعتی شگفت‌آور» آغاز شد، آن‌هم پس از اشغال این کشور بی‌طرف توسط آلمان نازی. در کمتر از دو سال، حدود ۷۵٪ از جمعیت یهودیان هلند در هولوکاست کشته شدند. نازی‌ها به‌سرعت یهودیان هلندی و پناهندگان یهودی را از دیگر مردم جدا کردند، در فرایندی تدریجی که به تبعید آنان به اردوگاه‌های مرگ انجامید. مطابق الگوی اجراشده در آلمان، یهودیان از حقوق شهروندی محروم شدند و از بسیاری مشاغل منع گردیدند. رئیس دیوان عالی هلند به‌خاطر یهودی‌بودن مجبور به استعفا شد و همکارانش اعتراضی نکردند. یهودیان مجبور شدند خود را به‌عنوان یهودی ثبت کنند و نشانی محل زندگی‌شان اعلام گردد. کارت‌های شناسایی جدیدی برای شهروندان صادر شد که روی کارت یهودیان حرف بزرگ J درج شده بود. مقامات نازی برای اجرای قوانین خود از نهادهای اداری هلند استفاده کردند. مقاومت در برابر این اقدامات ممکن بود با خشونت پلیس هلند روبه‌رو شود. در فوریه ۱۹۴۱، وقتی مردم در اعتراض به محدودیت‌های یهودیان دست به اعتصاب زدند، پلیس هلند شماری را دستگیر کرد. نازی‌ها بلافاصله به مردم هشدار دادند که یهودیان بخشی از مردم هلند نیستند و هرکس از آنان حمایت کند «عواقبش را خواهد دید.»
در سال ۱۹۳۹، حدود ۱۴۰٬۰۰۰ یهودی در هلند زندگی می‌کردند که در میان آن‌ها حدود ۲۴٬۰۰۰ تا ۲۵٬۰۰۰ نفر پناهنده یهودی آلمانی بودند که در دهه ۱۹۳۰ از آلمان گریخته بودند. (برخی منابع شمار این پناهندگان را بین ۳۳٬۰۰۰ تا ۳۴٬۰۰۰ نفر می‌دانند که عمدتاً از آلمان و اتریش آمده بودند). این پناهندگان آلمانی نخستین کسانی بودند که تحت قوانین نازی‌ها قرار گرفتند، زیرا تابعیت هلندی نداشتند و آسیب‌پذیرتر بودند؛ آنان به‌طور مستقیم زیر کنترل پلیس قرار گرفتند.

### ۱۹۴۵ تا ۱۹۶۰
جمعیت یهودیان هلند پس از جنگ جهانی دوم با دگرگونی‌های چشمگیری همراه بود: سرخوردگی، مهاجرت، نرخ پایین زاد و ولد و نرخ بالای ازدواج با غیر یهودیان. پس از جنگ جهانی دوم و هولوکاست، یهودیانی که از زندگی دشوار در اختفا جان سالم به در برده بودند، با بی‌توجهی کامل جامعه نسبت به سرنوشت خود مواجه شدند و همچنین بخش بزرگی از اموالشان را برای همیشه از دست دادند. به‌ویژه خدمات سلامت روان وجود نداشت و تنها از سال ۱۹۶۰ در مرکز سینا در آمِرسفورت آغاز به کار کرد. از سال ۱۹۷۳، پروفسور بَستیاانس تلاش کرد تا قربانیان هولوکاست را با ال‌اس‌دی در مرکز '۴۵ در اوگستگیست، وابسته به دانشگاه لیدن درمان کند، که این تلاش موفقیت چندانی در پی نداشت.
آگاهی عمومی نسبت به هولوکاست با پخش مجموعه‌ای از چهار مستند تلویزیونی دربارهٔ اشغال نازی‌ها در هلند، ساخته مورخ یهودی لو دِ یونگ، افزایش یافت. نخستین قسمت‌های این مجموعه در سال ۱۹۶۰ از شبکه ملی تلویزیون هلند (NTS) ـ که آن زمان تنها شبکه تلویزیونی بود ـ پخش شد و نقطه عطفی در آگاهی عمومی بود. این مجموعه تا سال ۱۹۶۴ ادامه یافت. دکتر دِ یونگ پس از آن، تاریخ ۱۴ جلدی هلند در جنگ جهانی دوم را منتشر کرد. در سال ۱۹۶۵، ژاک پرسِر اثر مهم خود به‌نام وندگانگ (زوال – آزار و نابودی یهودیان هلند) را منتشر کرد. این کتاب در همان سال اول انتشار، شش بار تجدید چاپ شد و به تیراژ بی‌سابقه ۱۵۰ هزار نسخه رسید که تا به امروز در تاریخ نشر هلند بی‌سابقه بوده است.
هزاران یهودی بازمانده مهاجرت کردند یا علیا به قیمومت بریتانیا بر فلسطین ـ و بعدها اسرائیل ـ انجام دادند. در ابتدا، نرخ علیا از هلند از همه کشورهای غربی بیشتر بود. امروزه حدود ۶ هزار یهودی هلندی‌تبار در اسرائیل زندگی می‌کنند. برخی دیگر به ایالات متحده مهاجرت کردند. نرخ همگرایی و ازدواج با غیر یهودیان در میان کسانی که در هلند باقی ماندند، بالا بود. در نتیجه، نرخ زاد و ولد در میان یهودیان و میزان عضویت در نهادهای سازمان‌یافته یهودی کاهش یافت. با افزایش آگاهی دربارهٔ هولوکاست، روابط یهودیان با غیر یهودیان به‌تدریج دوستانه‌تر شد. جامعه یهودی از دولت هلند غرامت‌هایی دریافت کرد. همچنین پرداخت غرامت از سوی آلمان، تحت عنوان Wiedergutmachung، به خانه‌های یهودی هلند نیز سرازیر شد.
در سال ۱۹۴۷، دو سال پس از پایان جنگ جهانی دوم در هلند، تنها ۱۴٬۳۴۶ یهودی در سرشماری سراسری ثبت شدند (کمتر از ۱۰٪ از ۱۵۴٬۸۸۷ نفری که در سال ۱۹۴۱ توسط اشغالگران نازی سرشماری شده بودند). بعدها، سازمان‌های یهودی این عدد را در سال ۱۹۵۴ حدود ۲۴٬۰۰۰ نفر برآورد کردند. این رقم در مقایسه با جمعیت یهودی سال ۱۹۴۱، کاهش چشمگیری داشت. البته رقم سال ۱۹۴۱ مورد اختلاف است، زیرا اشغالگران نازی یهودیان را بر اساس تعریفی نژادی شمارش کرده بودند و صدها مسیحی با تبار یهودی را نیز در فهرست خود گنجانده بودند. طبق گفته رائول هیلبرگ در کتابش عاملان، قربانیان، تماشاگران: فاجعه یهودیان، ۱۹۳۳–۱۹۴۵، «در هلند … [در سال ۱۹۴۳] حدود ۱۵۷۲ پروتستان دارای‌تبار یهودی زندگی می‌کردند … همچنین حدود ۷۰۰ یهودی کاتولیک در هلند سکونت داشتند [در دوران اشغال نازی‌ها] ...».
بر اساس آمار سال ۱۹۵۴، شمار یهودیان هلند در استان‌ها چنین بود:
- خرونینگن (استان) – ۲۴۲ نفر
- فریسلاند – ۱۵۵ نفر
- درنته – ۱۸۰ نفر
- افریسل – ۹۴۵ نفر
- خلدرلاند – ۹۹۷ نفر
- استان اوترخت – ۸۴۸ نفر
- هلند شمالی – ۱۵٬۴۴۶ نفر (از جمله ۱۴٬۰۶۸ نفر در آمستردام)
- هلند جنوبی – ۳٬۹۳۴ نفر
- زیلاند – ۵۹ نفر
- برابانت شمالی – ۶۲۰ نفر
- لیمبورخ (هلند) – ۲۹۷ نفر
- جمع کل – ۲۳٬۷۲۳ نفر

### دهه‌های ۱۹۶۰ و ۱۹۷۰

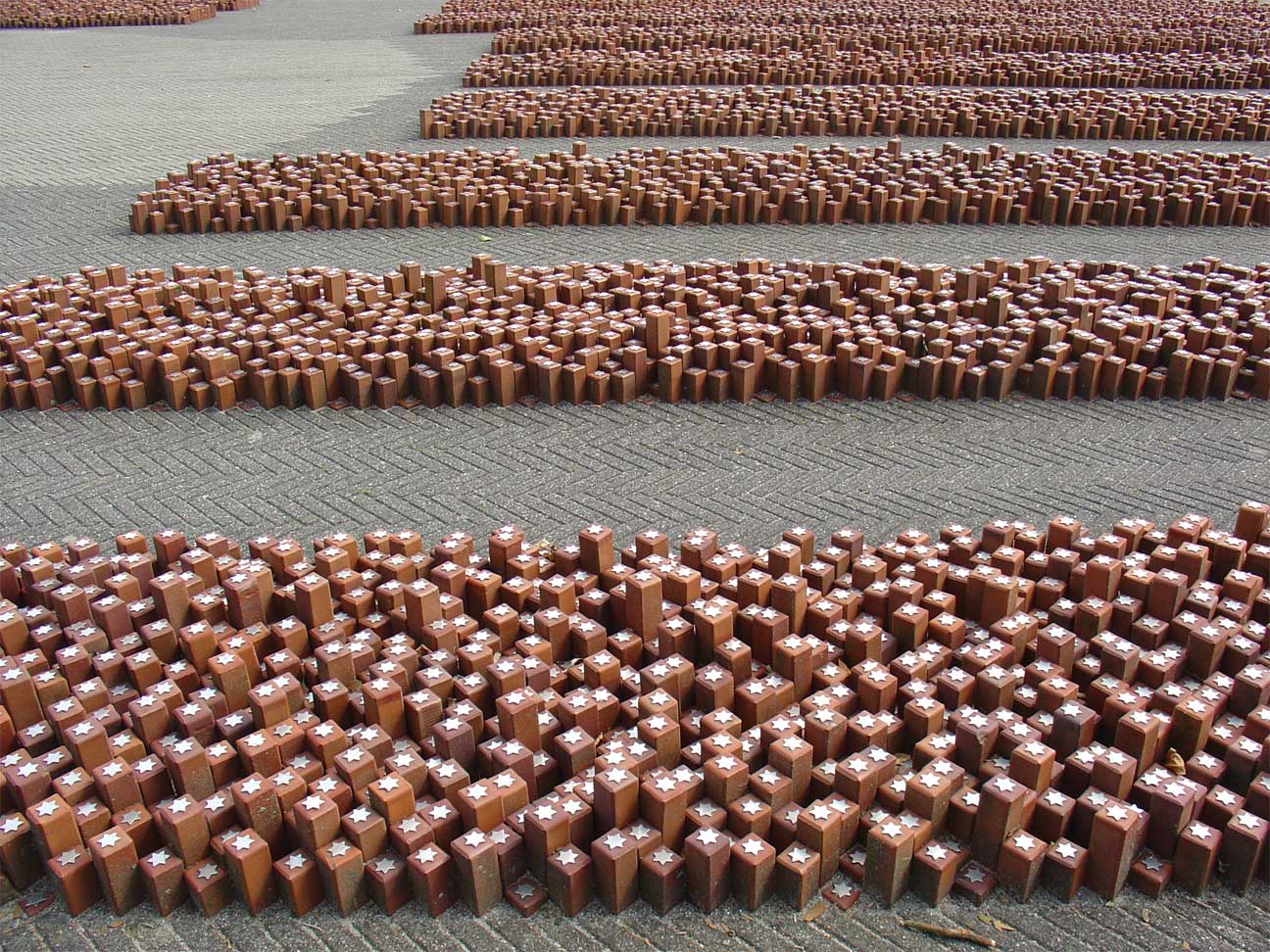
یادمان اردوگاه انتقالی وستربورک، با نام‌هایی بر ستاره‌های داوود، یادبود کسانی که به اردوگاه‌های مرگ منتقل شدند

به دلیل از دست رفتن ۷۹٪ از جمعیت، از جمله بسیاری از کودکان و جوانان، نرخ زاد و ولد یهودیان در دهه‌های ۱۹۶۰ و ۱۹۷۰ کاهش یافت. نرخ ازدواج با غیر یهودیان افزایش یافت؛ در فاصله ۱۹۴۵ تا ۱۹۴۹، نرخ ازدواج مردان یهودی با غیر یهودیان ۴۱٪ و زنان یهودی ۲۸٪ بود. تا دهه ۱۹۹۰، این رقم به حدود ۵۲٪ در کل ازدواج‌های یهودی افزایش یافت. در میان مردان ـ یا به اصطلاح «پدران یهودی» ـ این نرخ تا ۸۰٪ نیز می‌رسد.
برخی اعضای جامعه یهودی برای مقابله با این روند، فرصت‌هایی برای آشنایی یهودیان مجرد با یکدیگر فراهم کردند. وب‌سایت‌های دوست‌یابی مانند Jingles و Jentl en Jewell به همین منظور راه‌اندازی شده‌اند.
طبق پژوهش‌های Joods Maatschappelijk Werk (خدمات اجتماعی یهودیان)، بسیاری از یهودیان هلند تحصیلات دانشگاهی دارند. نسبت زنان یهودی شاغل نیز بیشتر از زنان غیر یهودی هلندی است.
در سال ۱۹۷۰، ملکه یویلیانای هلند بنای یادبود اردوگاه انتقالی وستربورک را به‌طور رسمی افتتاح کرد. این یادبود به احترام یهودیان هلندی و دیگر گروه‌های تحت آزار که از این اردوگاه به سوی اردوگاه‌های مرگ نازی منتقل شدند، ساخته شد.

## اواخر سده بیستم و سده بیست‌ویکم

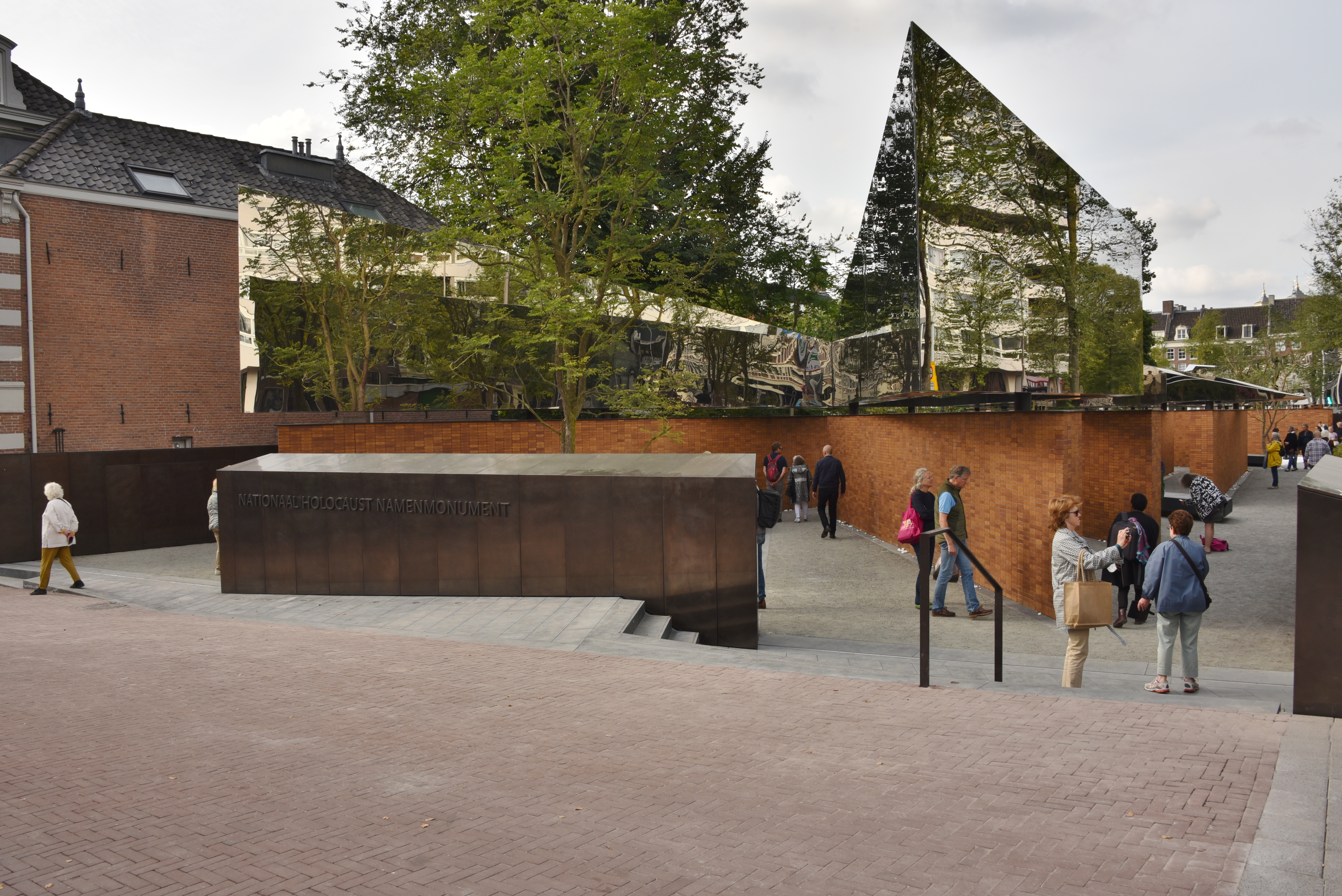
یادبود نام‌های هولوکاست در آمستردام، افتتاح‌شده در سال ۲۰۲۱

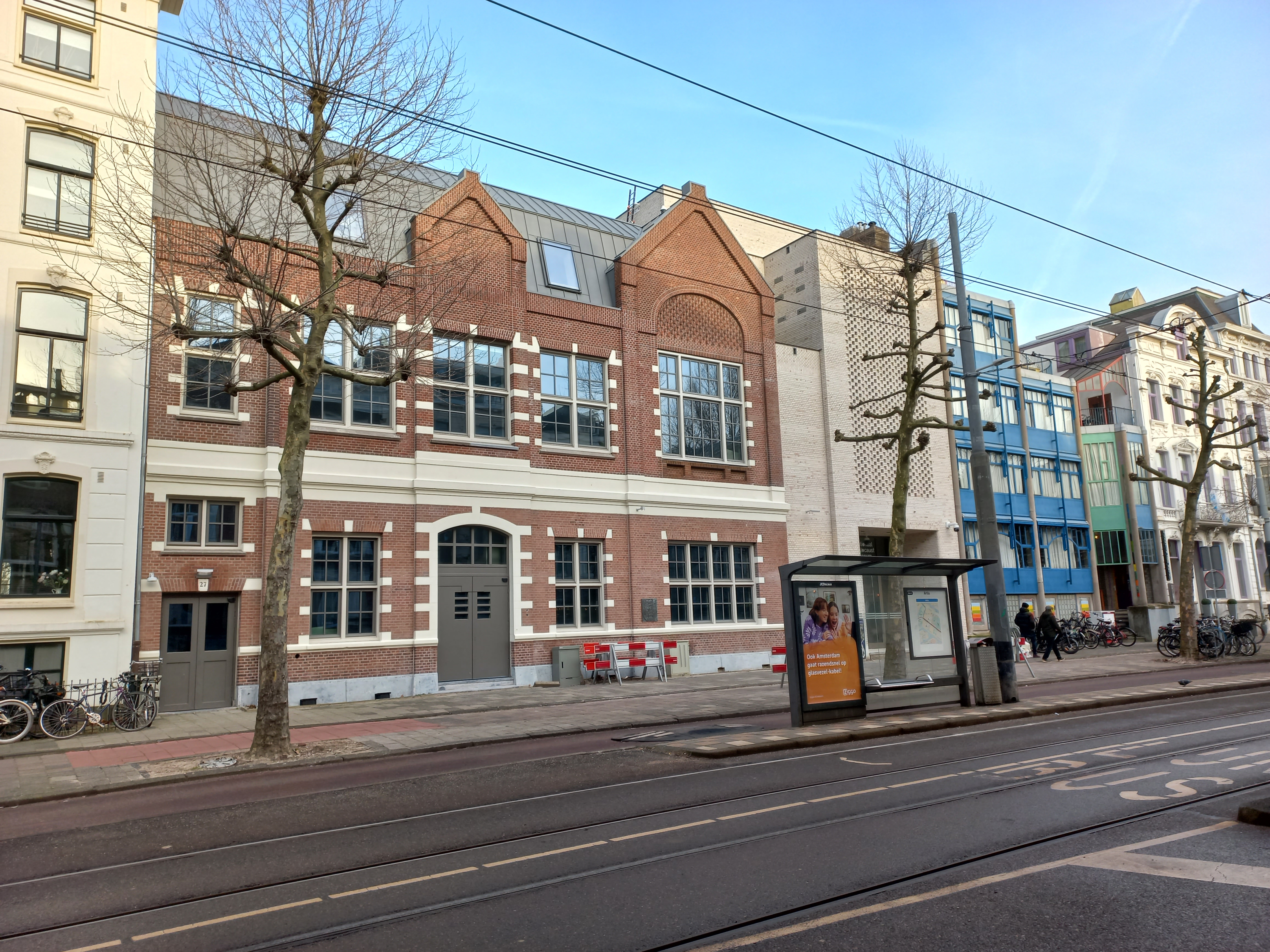
موزه ملی هولوکاست هلند در آمستردام

در سال ۲۰۲۴، پادشاه هلند در مراسم بازگشایی موزه ملی هولوکاست هلند سخنرانی کرد. همچنین یادبودها و بناهای متعددی به تاریخ یهودیان هلند اختصاص یافته‌اند.
از اواخر سده بیستم، گروهی از یهودیان ـ عمدتاً اسرائیلی و روسی ـ به هلند مهاجرت کرده‌اند؛ گروه دوم پس از تسهیل مهاجرت در اتحاد جماهیر شوروی و فروپاشی آن. تقریباً یک‌سوم یهودیان هلند در خارج از این کشور به دنیا آمده‌اند. شمار یهودیان اسرائیلی ساکن هلند (با تمرکز در آمستردام) به هزاران نفر می‌رسد (برآوردها بین ۵۰۰۰ تا ۷۰۰۰ نفر است، اگرچه برخی منابع این رقم را تا ۱۲٬۰۰۰ نفر نیز اعلام کرده‌اند). تنها درصد کمی از این یهودیان اسرائیلی با نهادهای دینی یهودی در هلند در ارتباط‌اند. در سده بیست‌ویکم، حدود ۱۰٬۰۰۰ یهودی هلندی به اسرائیل مهاجرت کرده‌اند.
تا سال ۲۰۰۶، حدود ۴۱٬۰۰۰ تا ۴۵٬۰۰۰ نفر در هلند یا خود را یهودی می‌دانند یا طبق هلاخا (قانون شرعی ربانی)، یعنی از مادر یهودی متولد شده‌اند، یهودی محسوب می‌شوند. حدود ۷۰٪ این جمعیت (حدود ۳۰٬۰۰۰ نفر) مادر یهودی دارند. حدود ۳۰٪ دیگر دارای پدر یهودی هستند (تقریباً ۱۰٬۰۰۰ تا ۱۵٬۰۰۰ نفر؛ این رقم در آوریل ۲۰۰۶، حدود ۱۲٬۴۷۰ نفر برآورد شده است). یهودیان ارتدکس این افراد را یهودی نمی‌دانند مگر آن‌که طبق آیین رسمی از طریق دادگاه شرعی ارتدکس (بِت دین) به آیین یهودیت بگروند.
بیشتر یهودیان هلند در شهرهای بزرگ غرب این کشور زندگی می‌کنند (آمستردام، روتردام، لاهه و اوترخت). حدود ۴۴٪ از کل یهودیان هلند در آمستردام ساکن‌اند که کانون اصلی زندگی یهودی در کشور محسوب می‌شود. در سال ۲۰۰۰، ۲۰٪ از جمعیت یهودیان هلند، ۶۵ سال یا بیشتر داشتند و نرخ زاد و ولد در این جامعه پایین بود. یک استثنا در این زمینه، جمعیت در حال رشد یهودیت ارتدکس به‌ویژه در آمستردام است.
در هلند حدود ۱۵۰ کنیسه وجود دارد که از این میان، تنها ۵۰ کنیسه هنوز برای عبادت مورد استفاده قرار می‌گیرند. جوامع بزرگ یهودی در آمستردام، روتردام و لاهه قرار دارند.
مواردی از یهودستیزی همچنان در هلند روی می‌دهد. در سال ۲۰۱۴، یادبودی در خورینخِم که به یهودیان این شهر (که ۷۰ نفر از آنان در جنگ جهانی دوم کشته شدند) اختصاص داشت، تخریب شد. برخی کارشناسان این وقایع را با تنش‌های جاری در خاورمیانه مرتبط می‌دانند.
استر فوت، مدیر Centrum Informatie en Documentatie Israël در سال ۲۰۱۴ در نشستی با کنست اعلام کرد که یهودیان هلند نسبت به افزایش احساسات ضدیهودی در کشور نگران‌اند.
مواردی از یهودستیزی در سال ۲۰۱۵ نیز گزارش شد: از جمله دیوارنویسی یهودستیزانه در اوسترهاوت، آزار یک مرد یهودی در آمِرسفورت و تخریب یک گورستان یهودی در اود-بِیِرلاند.
در ژوئن ۲۰۱۵، روزنامه تلخراف (De Telegraaf) نتایج گزارشی دربارهٔ یهودستیزی در میان جوانان را منتشر کرد که توسط مؤسسه «وروی یونکر» انجام شده بود. این نظرسنجی نشان داد که یهودستیزی در میان مسلمانان بیشتر است: ۱۲ درصد از پاسخ‌دهندگان مسلمان نگرشی «نه‌چندان مثبت» نسبت به یهودیان هلندی داشتند، در حالی که این رقم در میان پاسخ‌دهندگان مسیحی تنها ۲ درصد بود. حدود ۴۰٪ از پاسخ‌دهندگان مسلمان دیدگاهی «نه‌چندان مثبت» نسبت به یهودیان اسرائیلی ابراز کردند، در حالی که این رقم در میان مسیحیان تنها ۶٪ بود.
اتحادیه ضدافترا (Anti-Defamation League) در سال ۲۰۱۹ گزارش جهانی «ADL Global 100» را منتشر کرد، که یک نظرسنجی بین‌المللی در ۱۸ کشور برای سنجش دیدگاه‌های یهودستیزانه بود. بر اساس این نظرسنجی، ۱۰٪ از جمعیت هلند دارای دیدگاه‌های یهودستیزانه بودند. این نظرسنجی شامل یازده گزاره بود که کلیشه‌های یهودستیزانه را نمایندگی می‌کردند. برای نمونه، ۴۳٪ از جمعیت با گزاره «یهودیان بیش از کشور محل زندگی خود به اسرائیل وفادار هستند» موافق بودند، و ۲۰٪ نیز با این گزاره که «یهودیان قدرت بیش از حدی در جهان تجارت دارند» موافقت داشتند.

### یهودیت بازساخت‌گرا
کنیسه یهودی آزاد OJG Klal Israël در دلفت در پایان سال ۲۰۰۵ برای ایجاد خانه‌ای پذیرنده برای همه یهودیان بنیان‌گذاری شد. نخستین مراسم مذهبی در ۶ ژانویه ۲۰۰۵ در کنیسه تاریخی Koornmarkt در دلفت برگزار شد. از آن زمان، مراسم‌ها هر دو هفته یک‌بار، به‌صورت نوبتی در شامگاه جمعه یا بامداد شنبه، و نیز در تعطیلات مذهبی برگزار می‌شوند. Klal Israël از نوامبر ۲۰۰۹ به بازسازی‌خواهی در یهودیت پیوست. مشارکت در فعالیت‌های این کنیسه برای هر کسی که خود را یهودی می‌داند، یهودی است یا می‌خواهد یهودی شود، آزاد است. این جامعه، جمعیتی پیشرو و برابرطلب است که در آن، زنان و مردان از حقوق مساوی برخوردارند. «سیدور» ها – کتاب‌های نماز – شامل متن عبری، رونویسی آوایی و ترجمه هلندی هستند. Klal Israël فرایند گرایش (گیور) را نیز ارائه می‌دهد. از آغاز سال عبری ۵۷۷۷ (۲ اکتبر ۲۰۱۶)، هانا ناتانز خاخام این جماعت (کهیلا) است.

### یهودیت محافظه‌کار
یهودیت محافظه‌کار (ماسورتی) در سال ۲۰۰۰ با تأسیس یک جامعه در شهر آلمیره وارد هلند شد. در سال ۲۰۰۵، «ماسورتی هلند» حدود ۷۵ خانواده عضو داشت که عمدتاً در نواحی آمستردام و آلمیره ساکن بودند. این جماعت از کنیسه‌ای در شهر ویسپ (هلند) که متعلق به قرن نوزدهم است استفاده می‌کند. نخستین خاخام آن دیوید سوئتن‌دورپ (متولد ۱۹۴۵) بود.
یک جماعت ماسورتی دیگر نیز به نام Beth Shoshanna در شهر دیفنتر وجود دارد که فعالیت خود را از سال ۲۰۱۰ آغاز کرده و مراسم‌ها و سایر فعالیت‌ها را در کنیسه بزرگ دیفنتر برگزار می‌کند.

### تجدید یهودی
تجدید یهودی برای نخستین‌بار در دهه ۱۹۹۰ توسط کارولا د فریس روبلس در هلند معرفی شد. «HaMakor – مرکز معنویت یهودی» پایگاه کنونی این جنبش است که رهبری آن را خاخام هانا ناتانز بر عهده دارد. این مرکز حق عضویت تعیین نمی‌کند و بنابراین برای شرکت در بیشتر فعالیت‌ها، پرداخت هزینه لازم است.

## آموزش و جوانان یهودی در دوره معاصر

### مدارس یهودی
سه مدرسه یهودی در هلند وجود دارد که همگی در آمستردام و وابسته به Nederlands Israëlitisch Kerkgenootschap (NIK) هستند. مدرسه «Rosj Pina» برای کودکان یهودی ۴ تا ۱۲ ساله است. آموزش در این مدرسه مختلط (دختر و پسر با هم) است، هرچند به NIK وابسته است. این مدرسه بزرگ‌ترین مدرسه یهودی در هلند است و در سال ۲۰۰۷ حدود ۲۸۵ دانش‌آموز داشت. دبیرستان Maimonides بزرگ‌ترین دبیرستان یهودی در هلند است که در سال ۲۰۰۵ حدود ۱۶۰ دانش‌آموز داشت. این مدرسه هرچند وابسته به NIK است، برنامه درسی سکولار دارد. مدرسه Cheider که توسط مبارز مقاومت آرتور یهودا کوهن پایه‌گذاری شد، آموزش مذهبی برای همه گروه‌های سنی ارائه می‌دهد. از میان سه مدرسه، تنها Cheider پیش‌زمینه حریدی دارد. آموزش دختران و پسران به‌صورت جداگانه انجام می‌شود. این مدرسه حدود ۲۰۰ دانش‌آموز دارد.

#### لاهه
Tzemach Hasadeh یک مهدکودک یهودی در لاهه است که از سال ۱۹۹۷ فعال بوده و برنامه آموزشی یهودی، هلندی و اسرائیلی ارائه می‌دهد.

### جوانان یهودی
چندین نهاد یهودی در هلند بر جوانان یهودی تمرکز دارند که از جمله عبارت‌اند از:
- Bne Akiwa Holland (بنی عکیوا)[۸۴] – یک سازمان جوانان صهیونیست مذهبی.
- CIJO[۸۵] – بازوی جوانان سیاسی سازمان CIDI.
- Gan Israel Holland[۸۶] – شاخه هلندی سازمان جوانان چبد.
- Haboniem-Dror – جنبش جوانان صهیونیست سوسیالیست.
- Ijar[۸۷] – سازمان دانشجویان یهودی.
- Moos[۸۸] – سازمان مستقل جوانان یهودی.
- Netzer Holland[۸۹] – سازمان جوانان صهیونیست وابسته به NVPJ.
- NextStep[۹۰] – بازوی جوانان سازمان Een Ander Joods Geluid.

## مراقبت‌های بهداشتی یهودیان در دوران معاصر
در هلند دو خانه سالمندان یهودی وجود دارد. یکی به نام «Beth Shalom» در آمستردام و در دو منطقه Buitenveldert و Osdorp قرار دارد. حدود ۳۵۰ یهودی سالمند در Beth Shalom زندگی می‌کنند. خانه سالمندان دیگر «Mr. L.E. Visserhuis» در لاهه قرار دارد. حدود ۵۰ یهودی سالمند در آن ساکن هستند. هر دو خانه سالمندان با یهودیت ارتدکس هماهنگ‌اند؛ غذای کوشر ارائه می‌شود و هر دو دارای کنیسه اختصاصی هستند.
در بیمارستان «آمستل‌لند» در آمستل‌فین، یک بخش یهودی وجود دارد که در آن بیماران یهودی بر اساس قوانین ارتدکس یهودی مراقبت می‌شوند؛ غذای کوشر تنها نوع غذایی است که در این بیمارستان ارائه می‌شود. این بخش یهودی پس از ادغام بیمارستان «نیکولاس تولپ» و «مرکز مراقبت از بیماران اسرائیلی مرکزی» در سال ۱۹۷۸ تأسیس شد.
«مرکز سینای» یک بیمارستان روان‌پزشکی یهودی است که در آمستردام، آمرسفورت (محل اصلی) و آمستل‌فین واقع شده و بر مراقبت‌های بهداشت روان تمرکز دارد، همچنین به افراد دارای ناتوانی ذهنی خدمات ارائه می‌دهد. این تنها بیمارستان روان‌پزشکی یهودی فعال در اروپا است. در ابتدا تمرکز آن بر جمعیت یهودیان هلند، به‌ویژه بازماندگان هولوکاست با مشکلات روانی پس از جنگ جهانی دوم بود، اما امروزه مرکز سینای به قربانیان غیر یهودی جنگ و نسل‌کشی نیز خدمات ارائه می‌دهد.

## رسانه‌های یهودی
تلویزیون و رادیوی یهودی در هلند توسط «نیک‌مدیا» تولید می‌شوند. بخشی از نیک‌مدیا، «جودسه اومروپ» است که مستندها، داستان‌ها و مصاحبه‌هایی در موضوعات مختلف یهودی را هر یکشنبه و دوشنبه در کانال تلویزیونی Nederland 2 پخش می‌کند (به‌جز از اواخر ماه مه تا اوایل سپتامبر). نیک‌مدیا همچنین مسئول پخش موسیقی و مصاحبه‌ها در رادیو ۵ است.
«Nieuw Israëlitisch Weekblad» قدیمی‌ترین هفته‌نامه (یهودی) فعال در هلند است که حدود ۶٬۰۰۰ مشترک دارد. این نشریه منبع خبری مهمی برای بسیاری از یهودیان هلند است و بر موضوعات یهودی در سطح ملی و بین‌المللی تمرکز دارد. citeturn0search3 «جودس جورنال» (هفته‌نامه یهودی) در سال ۱۹۹۷ تأسیس شد و به‌عنوان مجله‌ای با ظاهر جذاب‌تر نسبت به NIW شناخته می‌شود. این نشریه توجه زیادی به درگیری فلسطین و اسرائیل دارد. مجله یهودی دیگری که در هلند منتشر می‌شود، «Hakehillot Magazine» است که توسط NIK، جامعه یهودیان آمستردام و PIK منتشر می‌شود. برای مخاطبان یهودی لیبرال‌تر، NVPJ مجله‌ای به نام «Levend Joods Geloof» (ایمان زنده یهودی) را شش بار در سال منتشر می‌کند؛ همچنین، Beit Ha'Chidush مجله‌ای به نام «Chidushim» منتشر می‌کند.
چندین وب‌سایت یهودی نیز بر ارائه اخبار یهودی به جامعه یهودیان هلند تمرکز دارند. برجسته‌ترین آن‌ها Joods.nl است که به جوامع بزرگ یهودی در هلند و همچنین به Mediene، اسرائیل و فرهنگ و جوانان یهودی توجه می‌کند.

## آمستردام
جمعیت جامعه یهودیان آمستردام امروزه حدود ۱۵٬۰۰۰ نفر است. تعداد زیادی از آن‌ها در محله‌های Buitenveldert, Oud-Zuid و «محله رودخانه» زندگی می‌کنند. Buitenveldert به‌عنوان محله‌ای محبوب برای زندگی در نظر گرفته می‌شود؛ این به دلیل نرخ پایین جرم و جنایت و همچنین به‌عنوان محله‌ای آرام است.
به‌ویژه در محله Buitenveldert، جامعه یهودی قابل‌توجهی وجود دارد. در این منطقه، غذای کوشر به‌طور گسترده‌ای در دسترس است. چندین رستوران کوشر، دو نانوایی، فروشگاه‌های یهودی-اسرائیلی، یک پیتزافروشی و برخی سوپرمارکت‌ها بخش کوشر دارند. این محله همچنین دارای خانه سالمندان یهودی، یک کنیسه ارتدکس و سه مدرسه یهودی است.

## تفاوت‌های فرهنگی
به‌طور منحصربه‌فرد در هلند، جوامع اشکنازی و سفاردی در نزدیکی یکدیگر همزیستی داشته‌اند. با داشتن سنت‌های فرهنگی متفاوت، این جوامع به‌طور کلی جدا از هم باقی ماندند، اما نزدیکی جغرافیایی آن‌ها منجر به تأثیرات متقابل فرهنگی شد که در جاهای دیگر دیده نمی‌شود. به‌ویژه در روزهای اولیه که گروه‌های کوچک یهودیان سعی در ایجاد جوامع داشتند، آن‌ها از خدمات ربی‌ها و مقامات دیگر از هر دو فرهنگ استفاده می‌کردند، بسته به این‌که چه کسی در دسترس بود.
نزدیکی جغرافیایی دو فرهنگ اشکنازی و سفاردی در هلند باعث شد که میزان ازدواج‌های میان‌فرهنگی در این کشور از آنچه در دیگر نقاط شناخته شده بود بیشتر باشد، و در نتیجه، بسیاری از یهودیان هلندی‌تبار دارای نام‌های خانوادگی‌ای هستند که با وابستگی دینی‌شان هم‌خوانی ندارد. تمامی یهودیان هلندی، طی قرن‌ها، فرزندان خود را به نام پدربزرگ یا مادربزرگ کودک نام‌گذاری کرده‌اند؛ این در حالی است که این سنت، به‌طور سنتی، مختص سفاردی‌ها در نظر گرفته می‌شود. (اشکنازی‌های دیگر نقاط، به‌طور سنتی از نام‌گذاری کودک به نام خویشاوند زنده پرهیز می‌کنند)
در سال ۱۸۱۲، زمانی که هلند زیر فرمان ناپلئون بناپارت بود، تمامی ساکنان هلند (از جمله یهودیان) ملزم شدند تا نام خانوادگی خود را در دفاتر دولتی ثبت کنند؛ پیش از آن، تنها سفاردی‌ها این کار را انجام داده بودند. با این‌که اشکنازی‌ها از ثبت رسمی نام پرهیز می‌کردند، بسیاری از آن‌ها صدها سال از سامانه‌ای غیررسمی برای نام‌های خانوادگی استفاده کرده بودند.
همچنین در دوران حکومت ناپلئون، قانونی در سال ۱۸۰۹ تصویب شد که مدارس یهودی هلندی را ملزم می‌کرد آموزش را به زبان هلندی و زبان عبری ارائه دهند. این قانون زبان‌های دیگر را کنار گذاشت. زبان ییدیش، که زبان میانجی اشکنازی‌ها بود، و زبان یهودی-پرتغالی، زبان پیشین سفاردی‌های پرتغالی، عملاً از میان یهودیان هلند منقرض شد. شماری از واژگان ییدیش وارد زبان هلندی شد، به‌ویژه در آمستردام که جمعیت یهودی قابل‌توجهی داشت. (این شهر همچنین «موکوم» نامیده می‌شود، برگرفته از واژه عبری برای شهر یا مکان، یعنی «ماکوم».)
چند واژه عبری دیگر نیز در گویش محلی یافت می‌شوند، از جمله: «Mazzel» از «mazel»، که واژه عبری برای «بخت» یا «شانس» است؛ «Tof» از «Tov»، به معنی «خوب» (مانند «מזל טוב» – Mazel tov)، و «Goochem» از «Chacham» یا خاخام، به‌معنی «خردمند»، «زیرک»، «بذله‌گو» یا «باهوش»؛ در این‌جا حرف «g» هلندی، مانند حرف هشتم الفبای عبری یعنی «خِت» یا ح، به‌صورت خِش‌دار تلفظ می‌شود.
شیوه تلفظ عبری اشکنازی هلندی دارای ویژگی‌هایی است که آن را از سایر تلفظ‌ها متمایز می‌کند. برجسته‌ترینِ این تفاوت‌ها تلفظ حرف "ע" (عین) به‌صورت "نگ" («نگعین») است. همچنین، برخی از واکه‌ها (مصوت‌ها) با تلفظ رایج اشکنازی متفاوت‌اند.

## تأثیرات اقتصادی

خانه مُد Hirsch & Co در آمستردام

یهودیان نقش مهمی در توسعه مستعمره‌های هلند و تجارت بین‌المللی ایفا کردند و بسیاری از یهودیان ساکن مستعمرات پیشین، از تبار هلندی‌اند. با این حال، قدرت‌های استعماری اصلی در رقابت شدیدی برای تسلط بر مسیرهای تجاری بودند؛ هلندی‌ها در این رقابت چندان موفق نبودند و اقتصادشان در سده هجدهم رو به افول گذاشت.
بسیاری از اشکنازی‌ها که در مناطق روستایی زندگی می‌کردند، دیگر توان گذران زندگی را نداشتند و برای یافتن شغل به شهرها مهاجرت کردند. این مهاجرت سبب شد بسیاری از جوامع کوچک یهودی به‌کلی فروبپاشند (زیرا برای اجرای آیین‌های دینی بزرگ، حضور دست‌کم ده مرد بالغ ضروری بود). جوامع کامل به شهرها مهاجرت کردند و جمعیت یهودی شهرها به‌شدت افزایش یافت. در سال ۱۷۰۰، جمعیت یهودی آمستردام ۶٬۲۰۰ نفر بود که تعداد اشکنازی‌ها و سفاردی‌ها تقریباً برابر بود. تا سال ۱۷۹۵، این رقم به ۲۰٬۳۳۵ نفر رسید که اکثریت قاطع آن‌ها اشکنازی‌های فقیری بودند که از مناطق روستایی آمده بودند. تا میانه سده نوزدهم، بسیاری از آن‌ها به کشورهای دیگر مهاجرت کردند؛ جایی که رهایی یهود، فرصت‌های بهتری را برایشان فراهم می‌کرد.